# Tatra T3
Tatra T3 (укр. Татра Т3) — трамвайні вагони, що виготовлялися підприємством «ČKD Tatra» з 1960 по 1997 рік. Всього було виготовлено 13 991 вагон. В основному вони використовувалися в Чехословаччині й СРСР. В обмежених кількостях трамваї цієї моделі поставлялися в НДР, Румунію та Югославію.
При проектуванні передбачалося, що трамваї Tatra T3 повинні були мати пасажиромісткість не меншу, ніж вагони Tatra T2, і при цьому бути не більш складними у виробництві. Tatra T3 (з урахуванням модернізованих вагонів) досі є основним типом рухомого складу у багатьох чеських, російських та українських містах.
Як і всі транспортні засоби, вироблені концерном «Tatra», вагон має хребтову раму, винайдену Гансом Ледвінкою[джерело?].

## Конструктивні особливості
Вагони випуску з 1975 року допускають роботу по системі багатьох одиниць до трьох вагонів у складі, випущені до 1975 року — у двовагонних СБО.
Мінімальний радіус кривої для одиночного вагона — 15 м, для СБО — 18 м, найменший радіус двох зворотних кривих, сполучених без прямої вставки — 30 м, при меншому радіусі криві повинні бути розділені прямою вставкою не коротше 7 м. Найбільший поздовжній ухил для вагонів з рівнинною передачею (передаточне число редуктора 7,43 або 7,36) становить 80 ‰, допустимий на відрізках не більше 300 м — 90 ‰. Гірська передача (9,36) дозволяє експлуатацію на ухилах до 100% без обмеження протяжності
Вагони сімейства Tatra не мають пневматичного обладнання, тільки механічне та електричне. До механічного відносять: кузов, ходові частини, гальмівні пристрої та допоміжне механічне обладнання. Електричне обладнання включає силове та допоміжне.

### Кузов

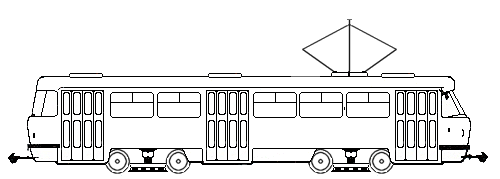
Схема вагона

Кузов вагона обтічної форми, має жорстку суцільнометалеву конструкцію, і складається з рами і штампованих дахових і бортових шпангоут з привареними до них листами бічної обшивки і даху. Передня і задня лобові стінки вагона мають заокруглену форму з нахилом у верхній частині і виготовлені з негорючого, самозагасаючого склопластику. Бічні стінки спереду та ззаду мають звуження.
Рама вагона цільнозварна зі штампованих і прокатних деталей, складається з хребтової балки коробчастого профілю, бічних балок швелерного профілю, лобової та задньої кінцевих балок, поперечних та розкосих балок для кріплення різного обладнання, Н-подібної рами для кріплення прискорювача та мотор-генератора та шкворневих балок для спирання кузова на візки. У шкворневі балки вварені литі сталеві циліндричні цапфи, що входять у підп'ятники візків, і запобіжні болти, що кріпляться. Між цапфами та підп'ятниками розташовується текстолітовий або латунний змащений вкладиш. Виделки зчіпних приладів вварені в кінці хребтової балки.
До рами кріпляться штамповані шпангоути, що складаються з стійок і дахових дуг, до стійк приварена обшивка зі сталевого листа завтовшки 2,4 мм, для доступу до підвагонного обладнання нижче рівня рами обшивка складається з фальшбортів відкидних. Дах із сталевих листів приварюється до каркаса в натягнутому стані, посередині даху для електробезпеки прокладається гумовий неслизький килимок. Вагон зовні забарвлюється поліуретановими фарбами, всередині покривається антикорозійною фарбою і протишумною мастикою.
З лівого боку вагон має по вісім бічних вікон, при цьому перше і останнє вікна розташовані в частині, що звужується. З правого боку навпроти них замість першого та останнього вікон, а також п'ятого вікна біля тридверних вагонів розташовані вхідні двері, а решта вікон розташовані аналогічно. Скління салону — безосколочним склом з гумовими ущільнювачами, в околицях вагона — гнутим панорамним склом, що складається з трьох частин — широкої центральної і двох кутових.

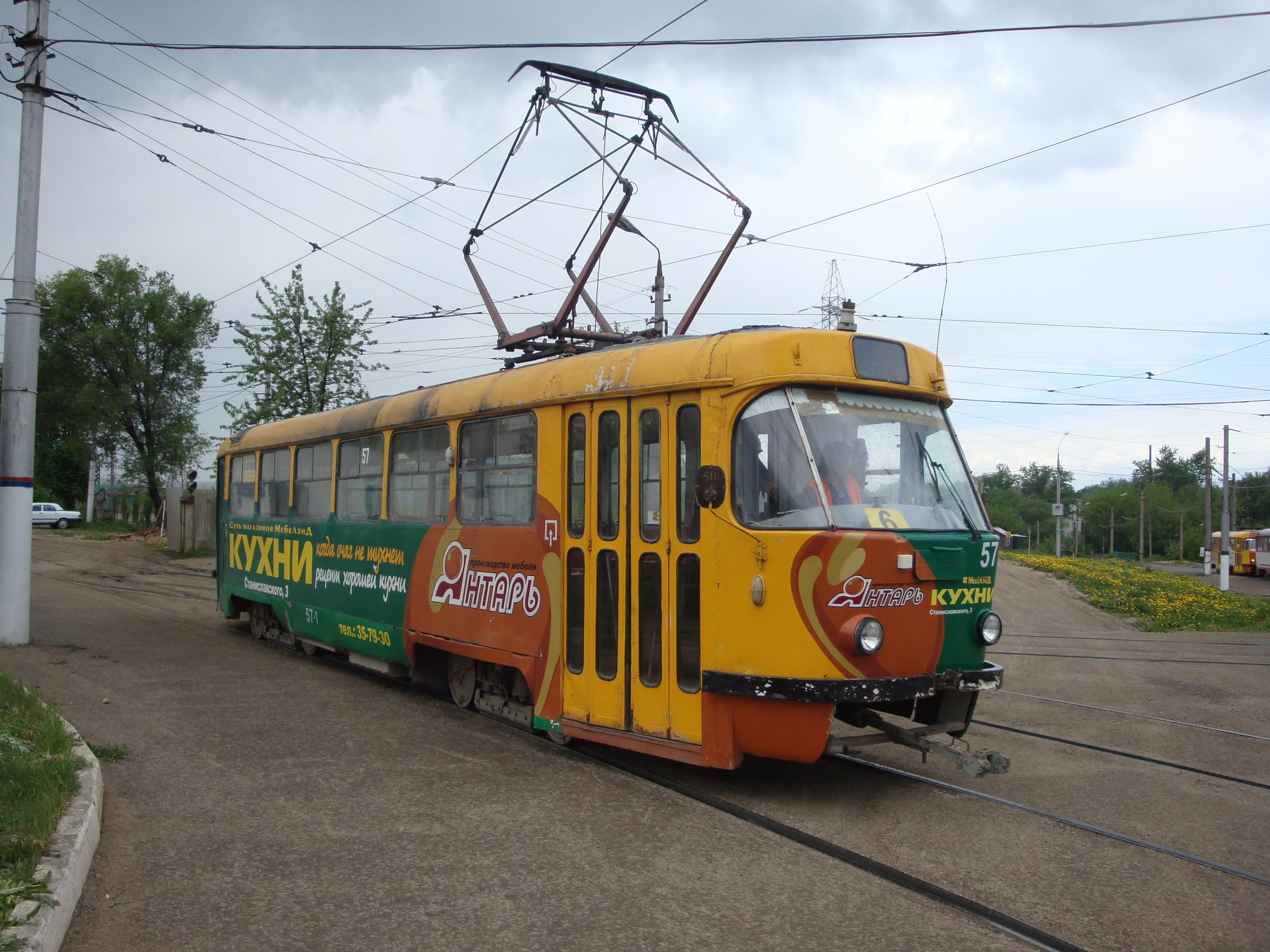
Дводверний вагон Tatra T3, вид спереду праворуч
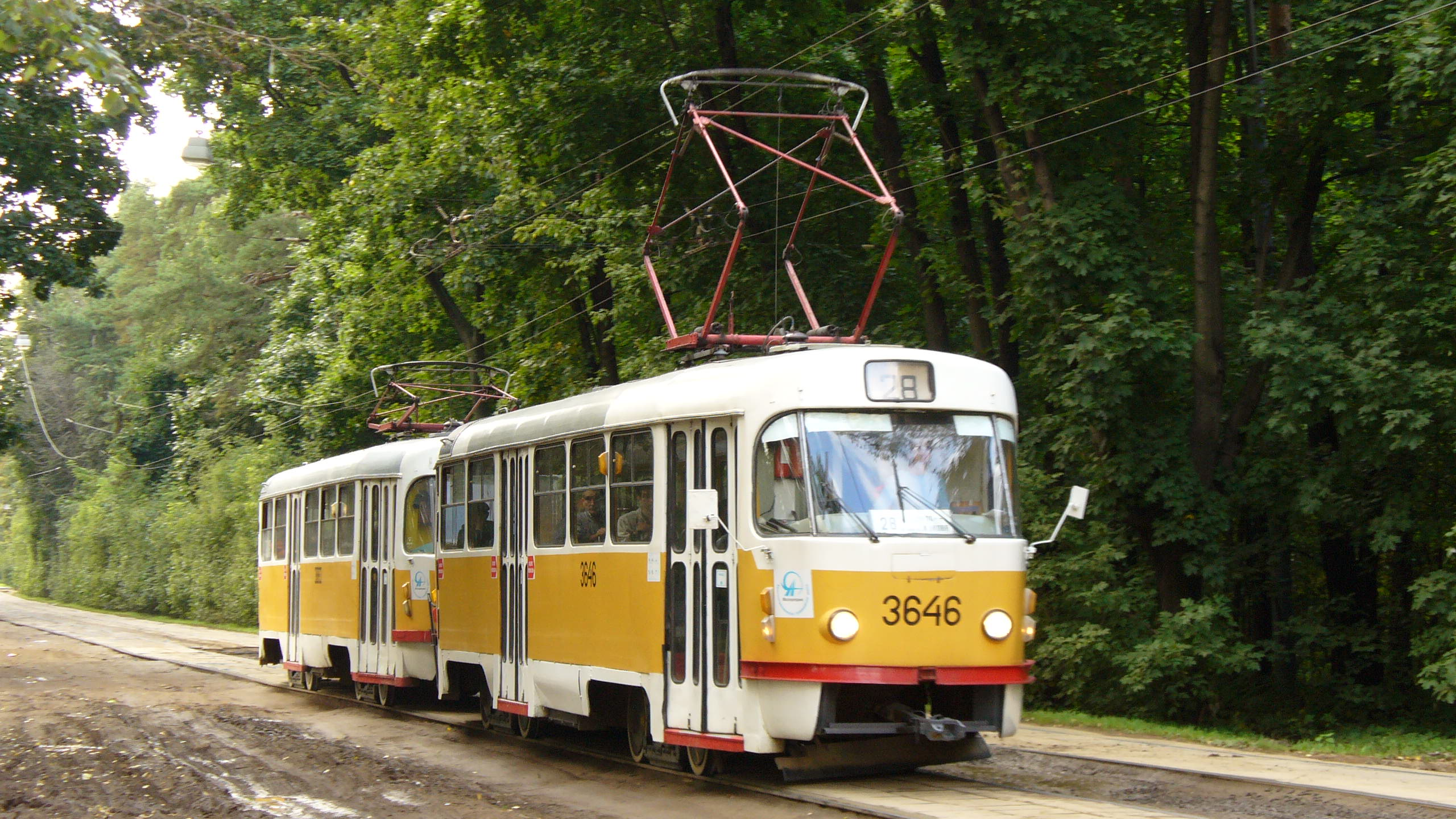
Згуртування з двох тридверних вагонів Tatra T3, вид спереду праворуч
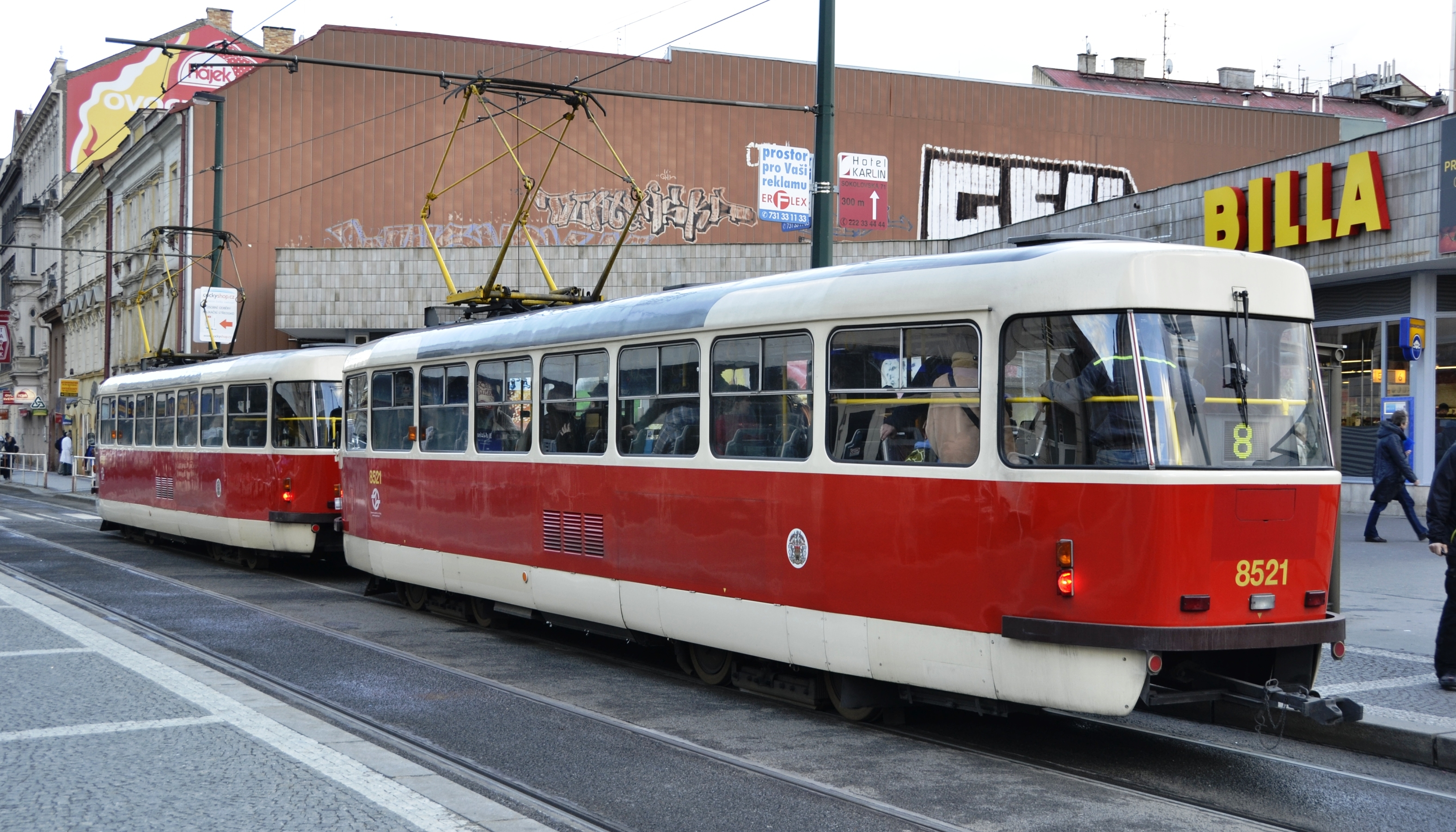
Згуртування з двох вагонів Tatra T3, вид ззаду зліва

### Інтер'єр

#### Пасажирський салон
Сидіння в салоні вагона розташовані вздовж напрямку руху з боків від центрального проходу або за дворядною схемою 1+1, або за трирядною схемою 1+2 (одномісні сидіння розташовані з лівого боку, двомісні — з правого), по два поперечні ряди навпроти кожного бокового вікна крім першого по лівому борту. Більшість сидінь спрямовані в напрямку вперед, але окремі сидіння в різних варіантах салону можуть бути спрямовані назад (зазвичай - сидіння в ряду праворуч позаду дверей) або вбік. З лівого боку вагон має 13 або 14 одиночних сидінь, а з правого - або 12 одиночних сидінь або пар сидінь у дводверному виконанні, або 10 у тридверному виконанні, при цьому частина сидінь з правого боку в салоні схеми 1+2 одиночні. У більшості вагонів Tatra T3SU замість одиночного сидіння ліворуч у 14 ряду було встановлено три сидіння трохи далі в задній частині вагона. До 1972 вагони обладнувалися місцем кондуктора, але при широкому поширенні безкондукторного обслуговування від нього відмовилися. Сидіння на сталевому каркасі з поручнем на спинці амортизовані поролоном та обшиті штучною шкірою. На вимогу замовника встановлювалися жорсткі сидіння зі склопластику. Поздовжні та поперечні поручні — зі сталевих труб, пофарбованих молотковою емаллю, покритих пластиковим напиленням або натягнутими трубками.
Для посадки та висадки пасажирів вагон обладнаний двома або трьома дверима праворуч. Двері шарнірні чотиристулкові, з гумовим ущільненням, засклені безосколковим склом, з поручнями на стулках дверей і посередині отвору, можуть мати петлі для замикання вагона на навісний замок. Поблизу дверей розміщуються кнопки аварійного відчинення дверей та екстреного гальмування, керування дверима з кабіни водія роздільне, забезпечене індикаторами «зачинено-відкрито». Перед дверима є дві сходинки нижче рівня підлоги вагона.
Підлога вагона — з бакелізованої фанери товщиною 18 мм, покрита гумовим рифленим килимком, для доступу до підвагонного обладнання є ущільнені люки. Стеля гладка з деревноволокнистої плити. Обшивка салону з деревинноволокнистої плити, обклеєної умакартом, стійки між вікнами пофарбовані або обклеєні шпалерами, що миються. Між внутрішньою та зовнішньою обшивкою є теплоізоляція товщиною 25 мм.
Для опалення застосовується тепло, що виділяється на опорах силового ланцюга вагона (пускогальмові реостати). Реостати охолоджуються повітрям, яке мотор-генератор з вентилятором жене в салон по опалювальному повітроводу вздовж правої сторони вагона. Додатково салон опалюється 33 електричними печами (200 Вт, 200 В), які по правій стороні салону встановлені в опалювальному каналі, а з лівого боку — в тумбах сидінь. Примусової вентиляції салону немає, для вентиляції служать зсувні кватирки в бічних стеклах і три люки, з яких передній відкривається вперед для забору повітря, а середній і задній — назад для його викиду.
Освітлення салону люмінесцентне. Через те, що трамвай живиться постійним струмом, лампи втрачають емісію і виходять з ладу, для боротьби з цим ефектом у кабіні водія передбачено рубильник, яким слід перемикати полярність 1 раз на годину. Люмінесцентні лампи (25 Вт, 220 В) з'єднані групи по дві з баластним резистором, в салоні 6 таких груп. Початкова схема запалювання була контактна, при якій в ланцюгу ламп встановлено реле, що нормально замкнутими контактами закорочує одну лампу. При включенні напруги 600 В незакорочена лампа запалюється, в обмотці реле виникає струм, контакти розмикаються, і запалюється друга лампа. Ця система показала себе ненадійною та була замінена на безконтактну. У плафонах ламп встановлені нагрівальні елементи, тому що люмінесцентні лампи погано запалюються на морозі.

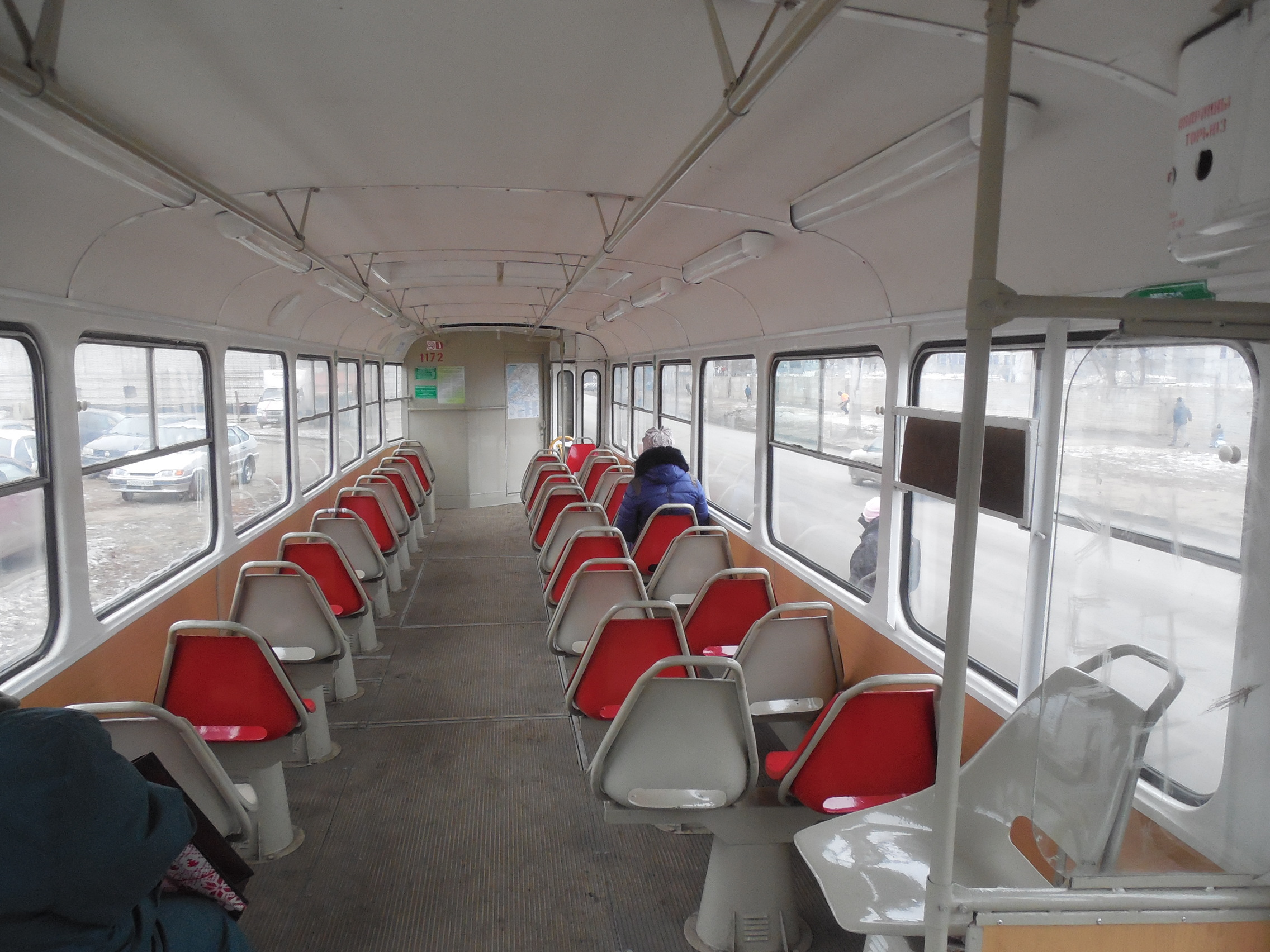
Салон дводверного вагона Tatra T3SU компонування 1+2 з бічним сидінням для кондуктора на піднесенні замість 12 ряду праворуч, вид вперед
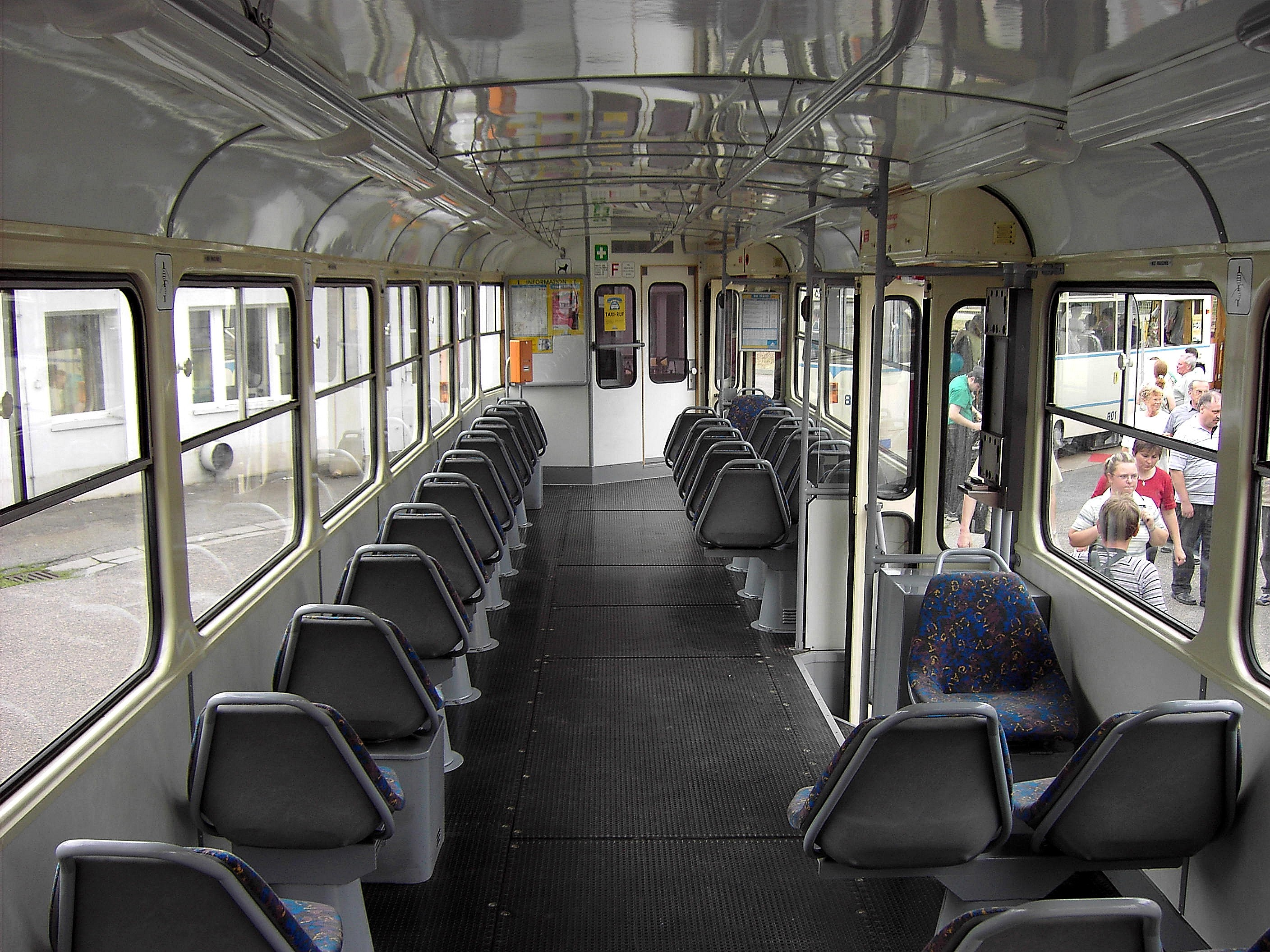
Салон тридверного вагону Tatra T3D компонування 1+2, сидіння в кожному ряду за дверима праворуч поодинокі і звернені назад, вид вперед
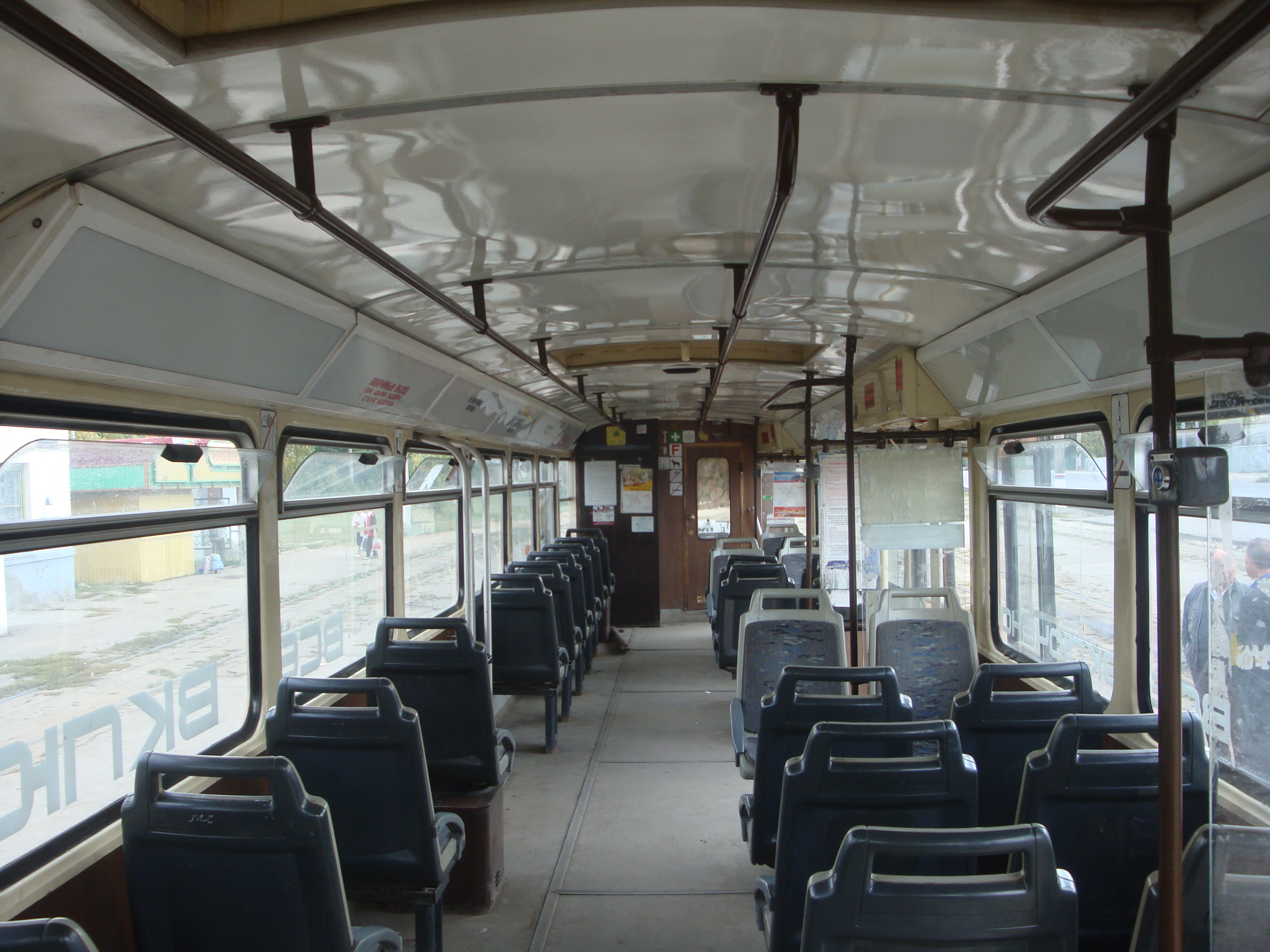
Салон тридверного вагона Tatra T3D компонування 1+2 з сидіннями зміненої конструкції та майданчиком без сидінь навпроти середніх дверей, вид вперед
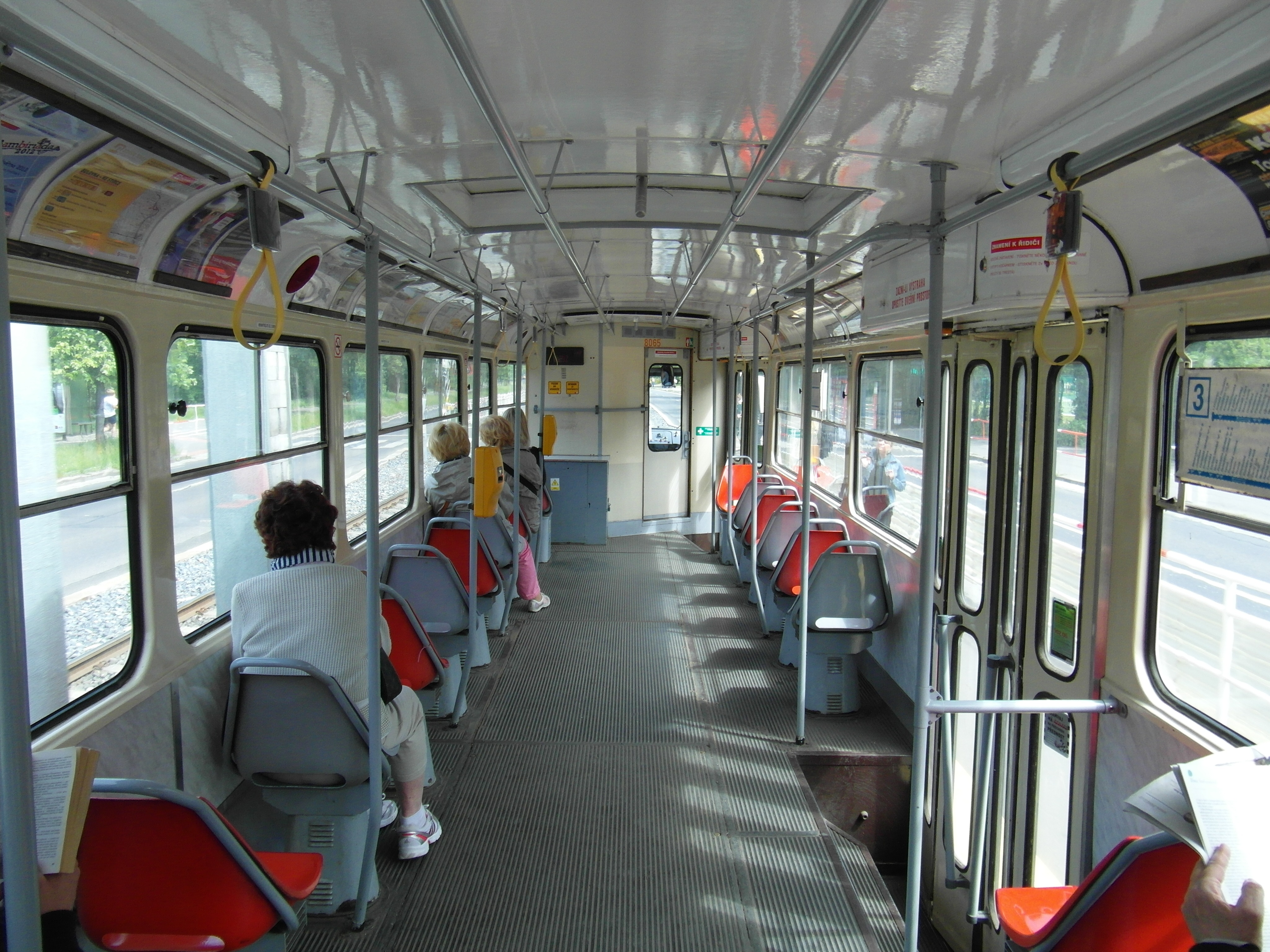
Салон тридверного вагону Tatra T3 компонування 1+1, вид вперед
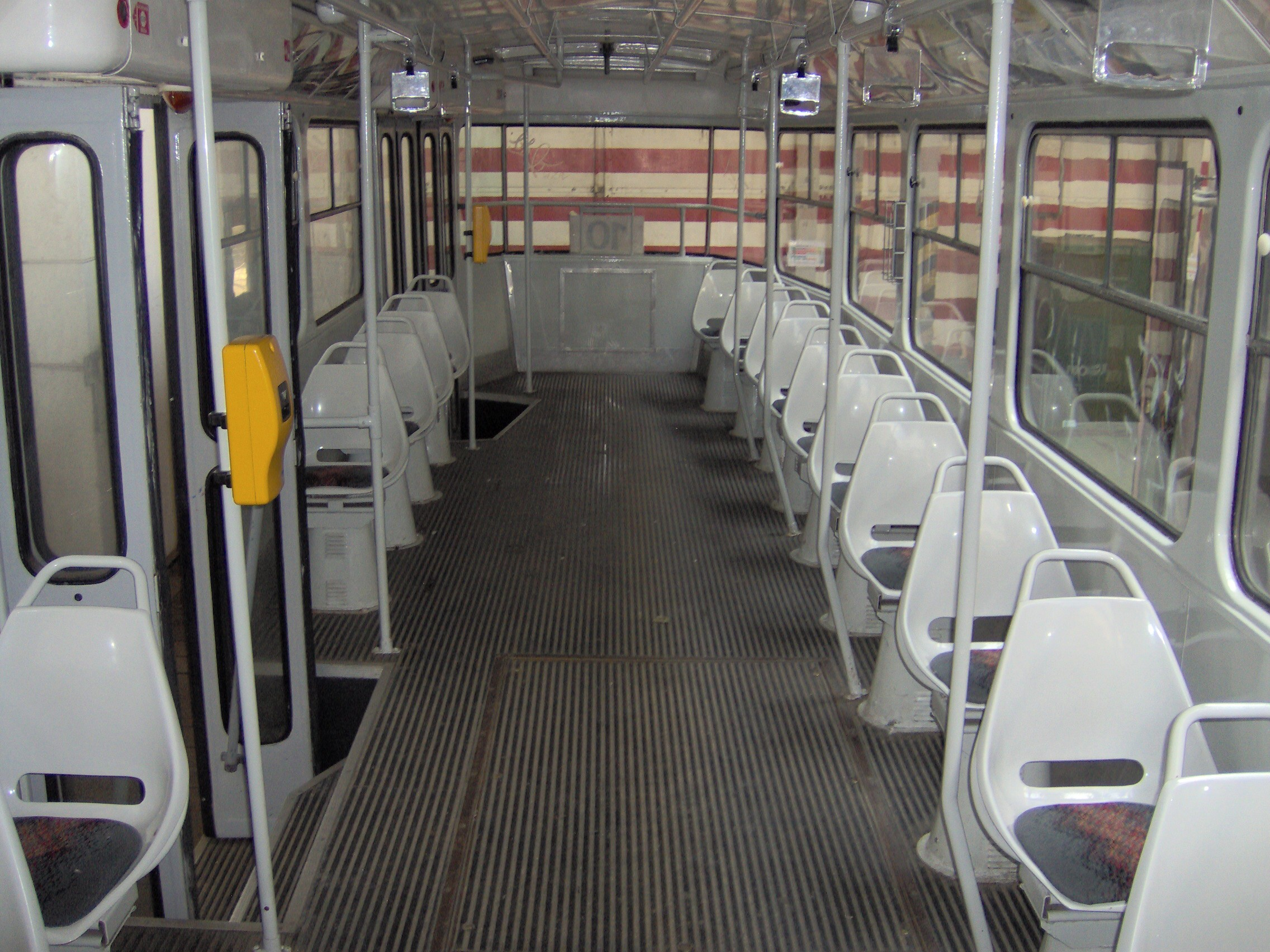
Салон тридверного вагону Tatra T3 компонування 1+1, вид назад
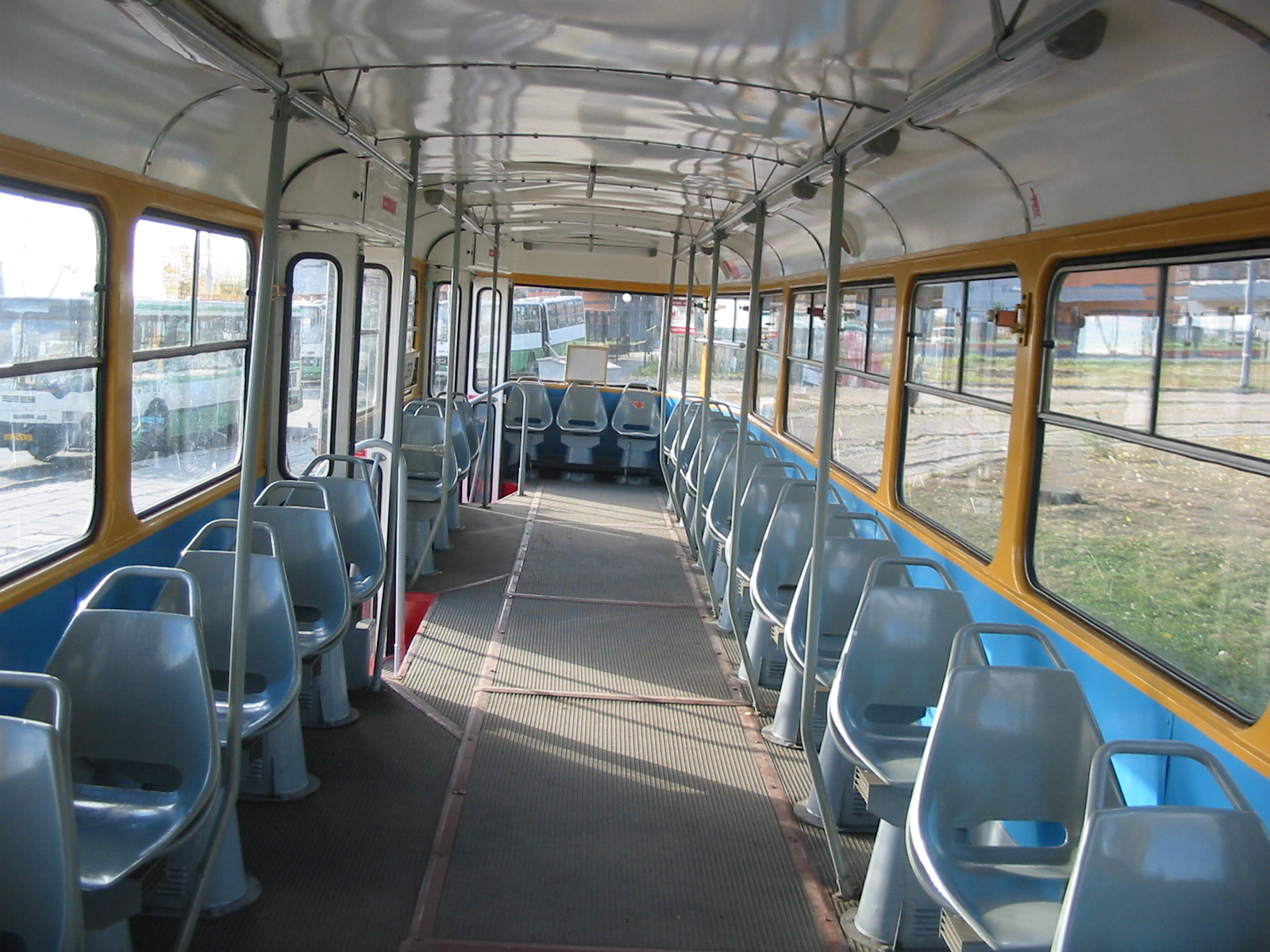
Салон тридверного вагона Tatra T3SU компонування 1+1 з трьома сидіннями ззаду, вид назад

#### Кабіна

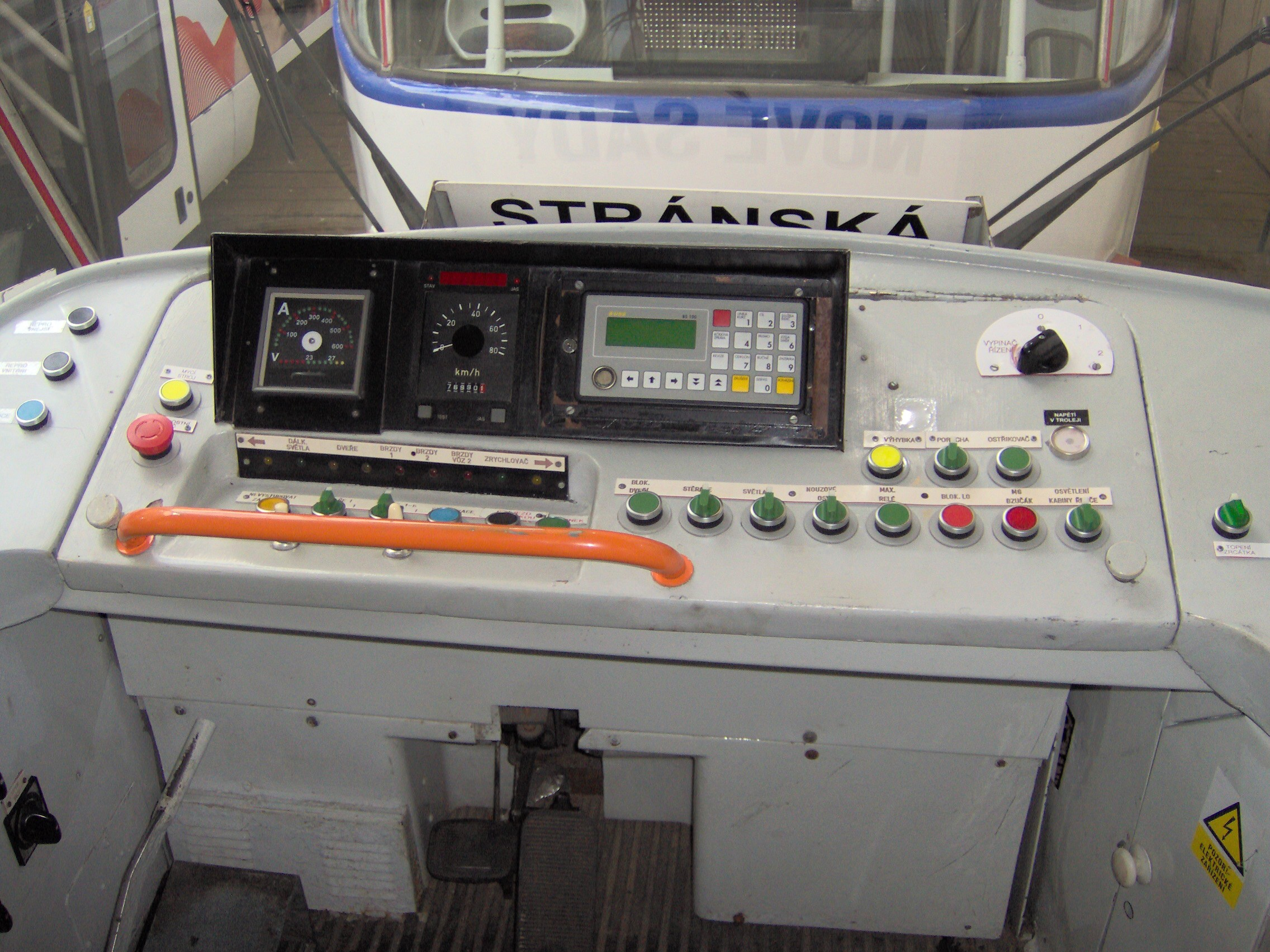
Пульт керування вагоном з модифікованими приладами

У кабіні, відокремленій від салону перегородкою з дверима та димчастим склом, розміщені основні органи управління вагоном: контролер водія з педальним приводом, пульт, шафа із запобіжниками праворуч, зліва — реверсор, привід пісочниць та шафа з вимикачами опалення та освітлення. Сидіння водія підресорене, регулюється по висоті та куту нахилу спинки, кабіна опалюється калорифером (4,8 кВт), який також обдуває теплим повітрям скла, попереджаючи їх запотівання або обмерзання. Калорифер може вмикатися на повну або половинну потужність і забирати повітря з кабіни для рециркуляції, або з-під вагона, якщо погода не дуже холодна. Калорифер має автоматичний тепловий вимикач з дугогасінням. Без підігріву вентилятор калорифера використовується для примусової вентиляції кабіни.
Контрольно-вимірювальні прилади на пульті:
- амперметр струму тягових електродвигунів (клас точності 1,5), підключений через стандартний 75 мВ шунт у ланцюг третього і четвертого двигуна, але відградуйований на повний струм всіх чотирьох моторів (600 А). Таким чином, амперметр дає правильні показання тільки при справних двигунах;
- вольтметр низьковольтної бортової мережі з межею 40 В, який також може бути переключений для контролю напруги генератора або акумуляторної батареї;
- покажчик спідометра.

Також на панелі приладів знаходяться контрольні лампи, а в запобіжному ящику - низьковольтний для зв'язку пасажирів з водієм і індикації відсутності напруги контактної мережі. Наявність високої напруги показує неонова лампочка, підключена безпосередньо до клеми з напругою 600 через резистор 1 мОм. Інші сигнальні лампочки працюють від низьковольтної бортової мережі через гасильні резистори (7 Ом, 1 Вт) для захисту від перенапруг, що виникають при комутації індуктивного навантаження. Лампочки сигналізують:
- про спрацьовування колодкових гальм (три лампочки, по одній для кожного візка та одна для другого вагона системи багатьох одиниць);
- про незачинені хоча б самі двері;
- про реостатну позицію прискорювача (щоб уникнути його перегріву);
- про включене дальнє світло фар;
- про включений сигнал повороту (дві миготливі лампочки «Направо» та «Наліво»).

Для оголошення зупинок та іншої інформації під час роботи без кондуктора у водія є гучномовна установка з транзисторним підсилювачем AZW-161A.

### Допоміжне механічне обладнання
Вагони обладнані:
- зчіпками типу «рукостискання»,

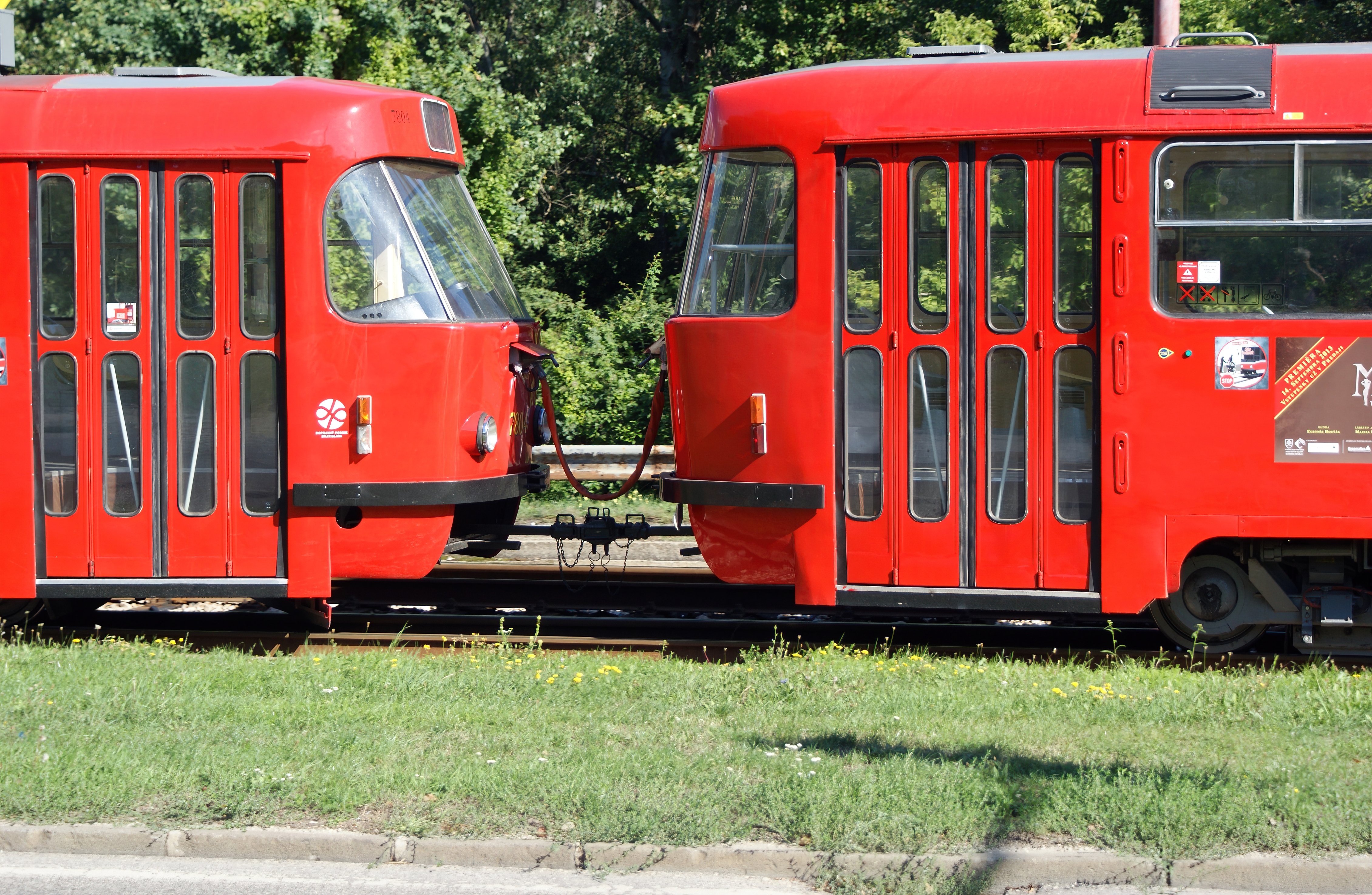
Вагони Tatra T3, зчеплені за системою багатьох одиниць

- запобіжним пристроєм з важільним приводом, що запобігає попаданню людини під вагон,
- двома пісочницями, що допомагають впоратися з юзом і боксуванням подачею піску під колеса,
- електродвигунами з черв'ячно-циліндричним редуктором для приводу дверей,
- електроприводом склоочисників
- дзвінком з електромотором.

### Ходова частина

#### Візки

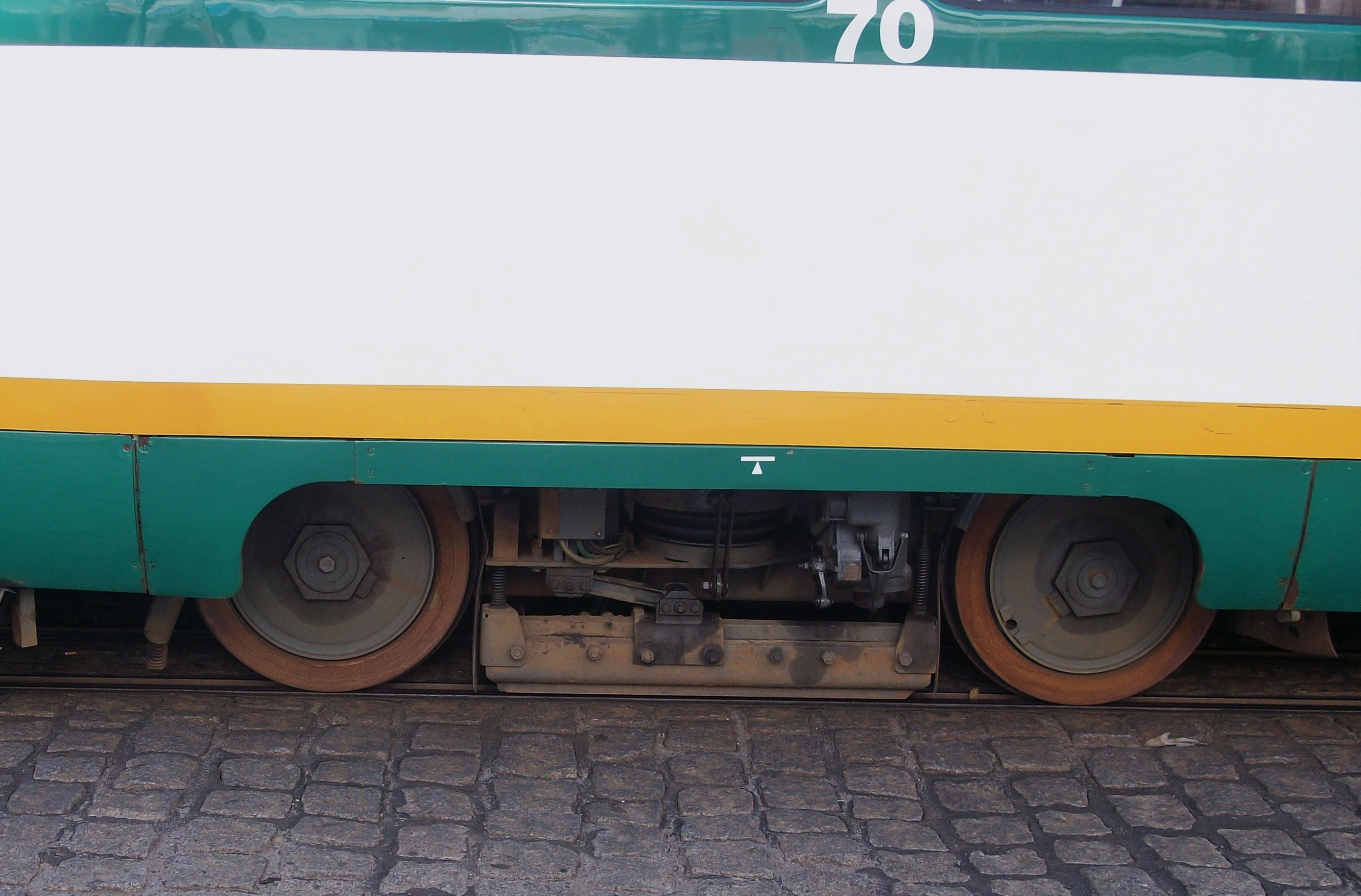
Візок вагона Tatra T3

Ходова частина вагона - два двовісні візки, що вільно обертаються навколо шворнів, якими вони кріпляться до кузова, що забезпечує вагону гарне вписування в криві і спокійний, плавний хід на прямих. Візки вагона мостового типу, осі закриті сталевим кожухом, який одночасно є корпусом осьового редуктора. Два кожухи з поздовжніми балками утворюють конструкцію, еквівалентну рамі звичайного візка, на який через ресорне люлькове підвішування спирається кузов. Колеса вагона складені, підгумовані.
Кожна вісь рухається окремим тяговим електродвигуном через карданну передачу і осьовий редуктор. ТЕД закріплений на візку через ресорне підвішування і розташовується на висоті лише 110 мм від рівня голівки рейки, чому нерідко промокає. До візків кріпляться напрямні патрубки подачі піску, гнучкі рукави подачі охолоджуючого повітря до ТЕД, бризковики та черевик магніторельсового гальма. Маса візка складає 3,75 т, вантажопідйомність - 11 т.
Центральне ресорне підвішування візка складається з двох комплектів пружних та гасильних елементів, розміщених на поздовжніх балках візка. У кожному комплексі дві сталеві циліндричні виті пружини (зовнішня з прутка діаметром 32 мм має 5 робочих витків, внутрішня з прутка 20 мм — 8,5 витків) та шість гумових кілець сталевими тарілками між ними.

#### Редуктори та колісні пари

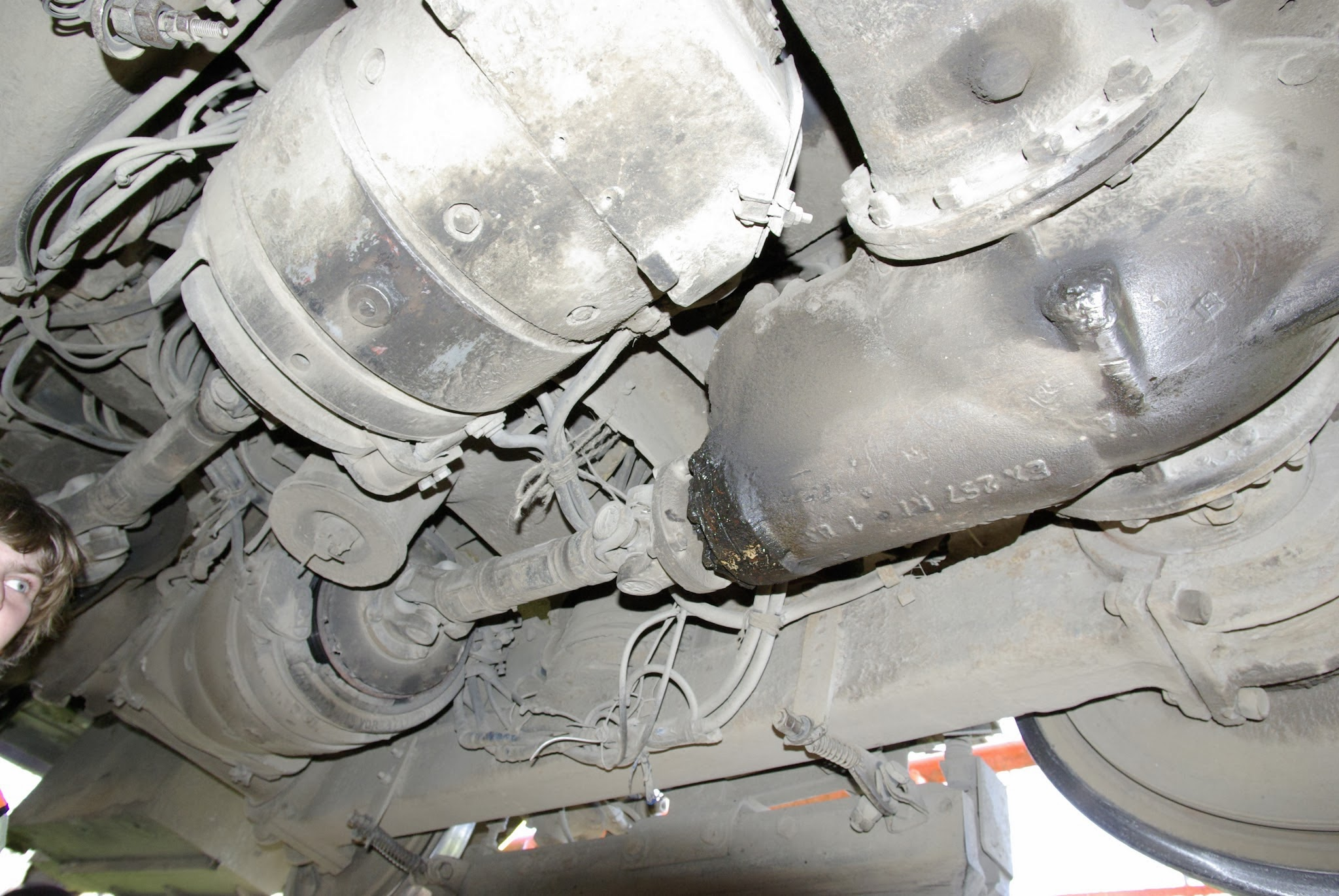
Редуктор та тяговий електродвигун

Колісна пара складається з осі та напресованих на неї двох коліс, веденої шестірні редуктора та мідного заземлюючого кільця. Колесо збірне, підгумоване, складається з маточини, привареного до неї диска з підсилювальним конусом, натисного диска з аналогічним конусом, моноблока обода і двох гумових вкладишів. Колесо у зборі стискається центральною гайкою, яка фіксується двома привареними планками. Моноблок з маточкою з'єднується двома гнучкими заземлюючими провідниками з мідної плетінки загальним перетином 25 кв. мм. Для полегшення розпресування колісної пари в маточині є отвір для подачі в пару мастила ручним пресом. Обточування колеса в міру зношування поверхні катання допускається до діаметра 600 мм, після чого на проточений моноблок допускається гаряче насаджування ремонтного бандажа. Основним фактором, що впливає на надійність підгумованого колеса, визнано дотримання норм на зусилля його збирання в залежності від температури повітря (влітку воно на чверть вище, ніж взимку).
Вагони Т-3 можуть бути забезпечені редукторами трьох різновидів. Для експлуатації на лініях з ухилом не більше 80 тисячних призначені редуктори двоступінчастий «рівнинний» з передаточним числом 7,36 і гіпоїдний (7,42), для ліній з ухилами 80— 100 тисячних — двоступінчастий «гірський» редуктор (9,36). У двоступінчастих редукторах перший ступінь циліндрична зубчаста передача з косозубими шестернями, друга - конічна. Конічний ступінь у обох редукторів однаковий і має передатне відношення 10:39, циліндрична пара рівнинного редуктора — 18:34, гірського — 15:36. Кожух редуктора сталевий, роз'ємний в горизонтальній площині, з двома вальницями для осі (з боку веденої шестерні дворядна вальниця). На всіх редукторах монтується валик приводу тахогенератора (вимірювача швидкості).
Ресурс редуктора 500 тис. км.

#### Механічні гальма
Вагон обладнаний службовими гальмами барабанно-колодочного типу з електромагнітним приводом. Гальмівні барабани діаметром 280 мм насаджені на вал кожного тягового електродвигуна, напівкільцеві колодки охоплюють барабани зовні і розтискаються пружинами, що відгальмовують. Укріплений на торці поперечної моторної балки соленоїд приводу гальма (номінальним зусиллям 55 кгс при напрузі 24 В) розгальмовує колодки за допомогою тяги, розтискного кулака та подвійної важільної системи. Довжина тяги регулюється в міру зношування фрикційних накладок на гальмівних колодках. Таким чином, за відсутності струму в соленоїді колодки стиснуті спеціальною пружиною та вагон загальмований, подачею струму в соленоїд вагон гальмується на ходу. Також на гальмівному приводі встановлені контакти для сигнальних лампочок колодкового гальма на панелі приладів.
Для аварійного гальмування на кожному візку вагона встановлено по два магніторельсові гальма, що живляться струмом від акумуляторної батареї (до 60 А при 24 В). Черевик магніторельсового гальма складається з його робочої обмотки в металевому захисному чохлі та магнітному ланцюзі (марка заліза Ст. 20) з немагнітним зазором проти головки рейки. Він підвішується на висоті 12 мм над головкою рейки за допомогою пружин і передає гальмівне зусилля поздовжнім балкам візка за допомогою потужних кронштейнів та тяги. Зусилля притискання кожного черевика до рейки при подачі струму в котушку становить еквівалент ваги 5 тонн. Магніторельсовий гальмо включається при натисканні гальмівної педалі до упору або натискання кнопки аварійного гальма. До 1975 року штуцери проводів, що підводять струм до котушки, були прямими і при сході з рейок зрізалися, після 1975 року конструкція була змінена на колінчасту.

### Електроустаткування

#### Струмоприймач
Струмоприймач KE-13 — двополозний пантографного типу з пружинним механізмом для підйому та опускання полоза, з автоматичним засувкою-фіксатором (гачком), встановлюється на металевому даху вагона через дерев'яні бруски та гумові стрічки-блоки). Після струмоприймача встановлено вілітовий розрядник GZM0.9 для захисту від грозових перенапруг.
У головному силовому ланцюгу встановлено максимальний автомат, що відключає вагон за допомогою лінійного контактора при короткому замиканні в силовому ланцюгу та спрацьовуванні диференціального реле. Диференціальне реле має дві обмотки, включені в кола двох груп тягових електродвигунів і спрацьовує при значній різниці струмів у цих ланцюгах, що може свідчити про неповне коротке замикання, на яке не реагує максимальний автомат.

#### Прискорювач, реостати та контактори

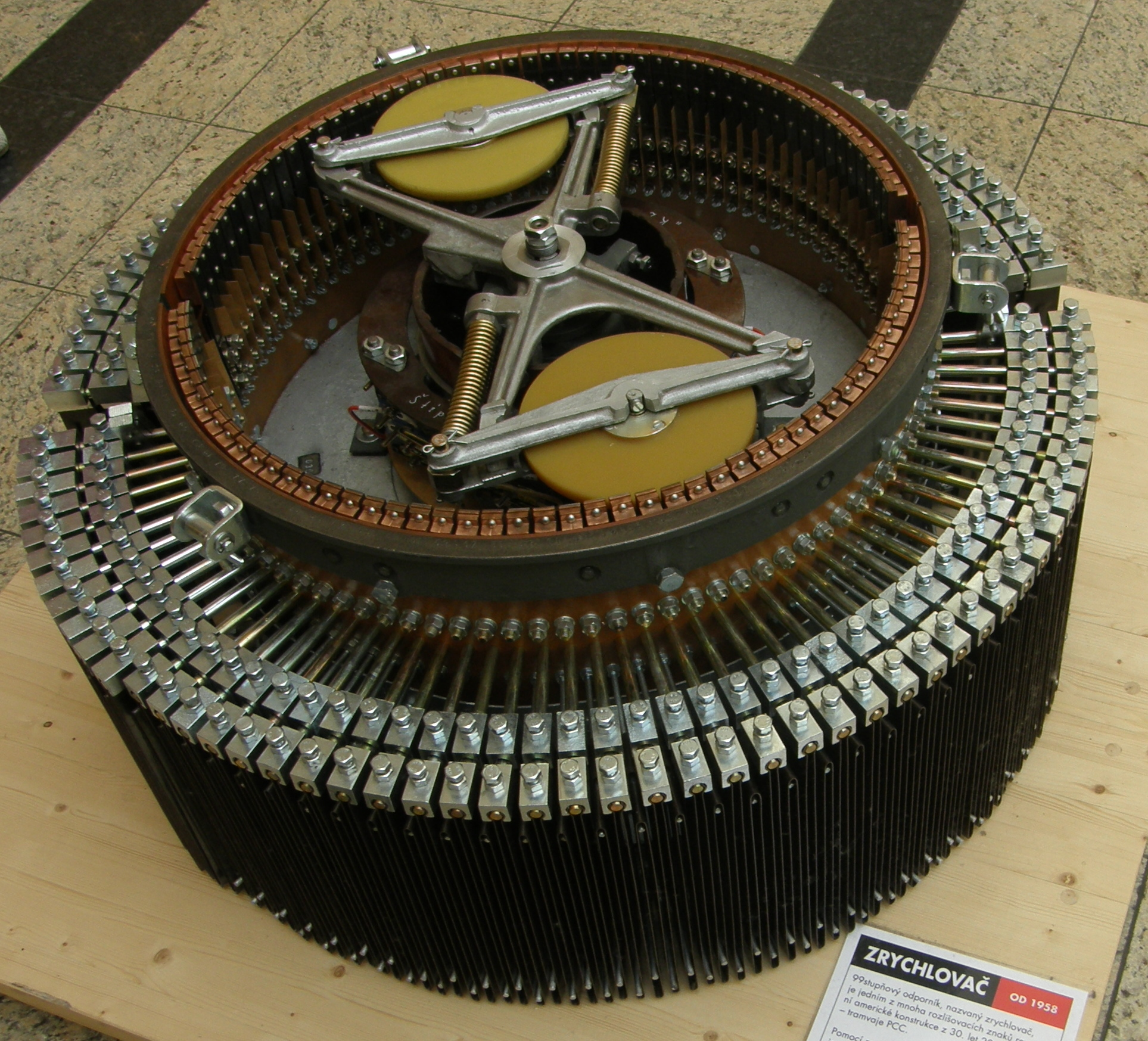
Прискорювач трамваю Tatra T3

Для непрямого керування струмом через тягові електродвигуни (шляхом введення і виведення реостатів в ланцюзі якоря) служить пристрій, званий «прискорювачем». Прискорювач розміщується під підлогою на спеціальній рамі в середній частині вагона під люком маса його 180 кг. Прискорювач приводиться в дію спеціальним електромотором через черв'ячний редуктор із текстолітовою шестернею. Електрично він є 99-позиційний клавішний перемикач реостатних елементів. Клавіші та реостатні елементи перемикача, звані пальцями, розташовуються по колу навколо контактного кільця та замикаються з кільцем при обертанні хрестовини. При цьому один за одним виводяться реостатні елементи, і струм у тягових електродвигунах зростає, поки вони не будуть включеними по два послідовно на повну напругу мережі. При електричному гальмуванні, прискорювач, навпаки, виводить гальмівні реостати зі зменшенням швидкості вагона. Тепло, що виділяється на реостатних елементах прискорювача, інтенсивно відводиться примусовим повітряним охолодженням від вентилятора мотор-генератора і взимку використовується для опалення салону.
На додаток до прискорювача для гасіння пускових імпульсів струму є додаткові демпферні реостати.
Після виведення всіх реостатів подальше прискорення вагона досягається ослабленням поля збудження тягового електродвигуна, навіщо паралельно з його обмоткою збудження включаються індуктивні шунти. Індуктивні шунти дозволяють уникнути кидків струму при відриві пантографа на високій швидкості або проходженні секційних ізоляторів та інших знеструмлених ділянок мережі.
Для включення шунтів ослаблення поля, магніторельсових гальм та інших ланцюгах сильного струму та/або високої напруги використовуються електромагнітні контактори з дугогасінням.

#### Тягові електродвигуни
Тягові електродвигуни (ТЕД) типу TE-022 у кількості чотирьох штук служать для окремого приводу кожної осі вагона. Вони здійснюють безпосереднє перетворення електричної енергії в механічну при розгоні та русі вагона, а також механічної в електричну при електродинамічному реостатному гальмуванні. Від тягових двигунів, що вироблялися в СРСР, чеські відрізняються примусовим охолодженням подачею повітря від мотор-генератора. У 1963-1965 роках встановлювалися електродвигуни TM-22/22, повністю аналогічні, але з меншим класом ізоляції.
Двигун є чотириполюсною чотирищітковою машиною постійного струму з послідовним збудженням і додатковими полюсами для компенсації реакції якоря. Годинна потужність двигуна при 1750 об/хв становить 45 кВт (номінальна напруга 300 В та струм 150 А), ККД 91 %. Маса двигуна 320 кг.

#### Акумуляторна батарея
Акумуляторна батарея служить автономним джерелом живлення низьковольтної бортової мережі вагона і гальмівного магніторельсового, а також подільником напруги мотор-генератора. Поточні потреби низьковольтної мережі без обмежень покриваються мотор-генератором, але великий струм рейкових гальм вимагає застосування акумуляторної батареї значної ємності, яка в штатному режимі заодно згладжує навантаження на мотор-генератор під час роботи досить потужних приводів дверей. Використовується лужна акумуляторна батарея з 17 елементів (банок) типу NKS-100 або вітчизняних ЖН-100 номінальною напругою 24 В (найменше допустиме при розряді 17 В) і ємністю 100 А×ч. Батарея розміщується в задньому кінці кузова під підлогою у трьох ящиках, у двох із них по 4 банки, у третьому 5 банок. Виводів акумулятора три, два від кінців і один від середини для приводу електродвигуна прискорювача та деяких інших приладів, що працюють при напрузі 12 В. Поруч з акумуляторною батареєю розташований триполюсний роз'єднувач, що відключає її від бортової мережі вагона, та низьковольтні запобіжники на 15 та 100 ампер. З 1972 року за умовами пожежної безпеки роз'єднувач акумуляторної батареї дублюється в кабіні водія.

#### Контролер водія
У системі непрямого управління тяговим струмом (РКСУ) контролер водія служить для управління прискорювачем одиничного вагона або для одночасного управління прискорювачами всіх вагонів у системі багатьох одиниць. Контролер вагона Т-3 двовальний з педальним керуванням, має дві педалі — гальмівну (ліву) та пускову (праву), кожна з яких впливає на свій вал із кулачковими шайбами, за допомогою яких запрограмовано керування розгоном, вибігом та гальмуванням вагона. У системі пускового валу три шайби та шість пар контактів, у системі гальмівного валу п'ять шайб та десять пар контактів. Гальмівний вал і гальмівна педаль фіксуються в стоянковому положенні за допомогою храповика, при цьому, якщо педаль не знаходиться в стоянковому положенні, а водій відпускає педаль безпеки, за допомогою спеціального реле спрацьовує аварійне гальмо. Контролер не має механічного блокування з реверсором, у зв'язку з чим перемикання реверсора на ходу технічно можливе, але заборонено, тому що викликає серйозні пошкодження в силовому ланцюгу.
Безпосередньо роботою прискорювача управляє одне з про «вібраційних реле», а саме обмежувальне реле. Реле чотириобмоткове: першою обмоткою є силова, з двох витків мідної шини, послідовно включена в ланцюг однієї пари тягових електродвигунів; друга обмотка - регулювальна, в ланцюзі низької напруги; обмотка підготовки включається в ланцюг ТЕД при вибігу та гальмуванні, переривальна  обмотка також у ланцюги низької напруги. Контактна група реле з трьох контактів, середнього та двох крайніх. Основний магнітний потік створюється силовою обмоткою і таким чином залежить від струму тягових електродвигунів. Регулювальна обмотка включається на різні напруги, одержувані з потенціометра, за допомогою контролера водія, і визначає, при якому тяговому струмі реле спрацює (що менше регулювальна напруга, тим більше цей тяговий струм). Поки тяговий струм малий і не спрацьовує реле, його середній контакт замкнутий з одним з бічних, і електродвигун приводу прискорювача обертає його хрестовину у бік набору позицій (виведення реостатів), і вагон прискорюється. Як тільки тяговий струм зросте до значення, заданого регулювальною обмоткою, реле спрацює і всі контакти розімкнуться, набір позицій зупиниться. Через деякий час, зі зростанням швидкості вагона, протиЕРС в тягових електродвигунах росте, струм падає, якір реле відпадає, привід прискорювача знову вмикається, і набір позицій продовжується. Реле спрацьовує так швидко і часто, що якір його вібрує. Якщо струм тягового ланцюга сильно перевищить задане регулювальною обмоткою значення, середній контакт замкнеться з іншим крайнім контактом, привід прискорювача реверсується і почнеться скидання позицій (введення реостатів). Обмотка підготовки використовується для установки тягового струму на значення 30-60 ампер при електричному гальмуванні і вибігу, а переривальна обмотка зменшує гістерезис реле (різницю між струмом спрацьовування і струмом відпускання).

#### Двигун-генератор
Мотор-генератор служить для перетворення постійного струму з мережі (номінальною напругою 600 В) на постійний струм низьковольтної бортової мережі номінальною напругою 24 В для підзарядки акумуляторної батареї та роботи низьковольтного електробородування. Мотор і генератор виконані в загальному корпусі та на загальному валу, являють собою чотириполюсні чотирищіткові машини постійного струму. Напруга в бортовій мережі підтримується постійною за допомогою вібраційного реле, що за принципом дії схоже з обмежувальним.

#### Допоміжне електрообладнання
Низьковольтні допоміжні електродвигуни служать для приводу прискорювача, дверей, склоочисників, дзвінка та калорифера у кабіні водія. Електродвигун приводу дверей типу DS-7 номінальною потужністю 185 Вт двополюсний з послідовним збудженням, приводу прискорювача - 26 Вт (при 10,5 В) з паралельним збудженням.
Для з'єднання вагонів для роботи за системою багатьох одиниць під спеціальними лючками спереду та ззаду вагона встановлені 26-контактні штепсельні роз'єми.

## Модифікації
21 листопада 1962 року розпочався серійний випуск трамваїв моделі Tatra T3.
На підприємстві випускали декілька модифікацій.

### Tatra T3SU

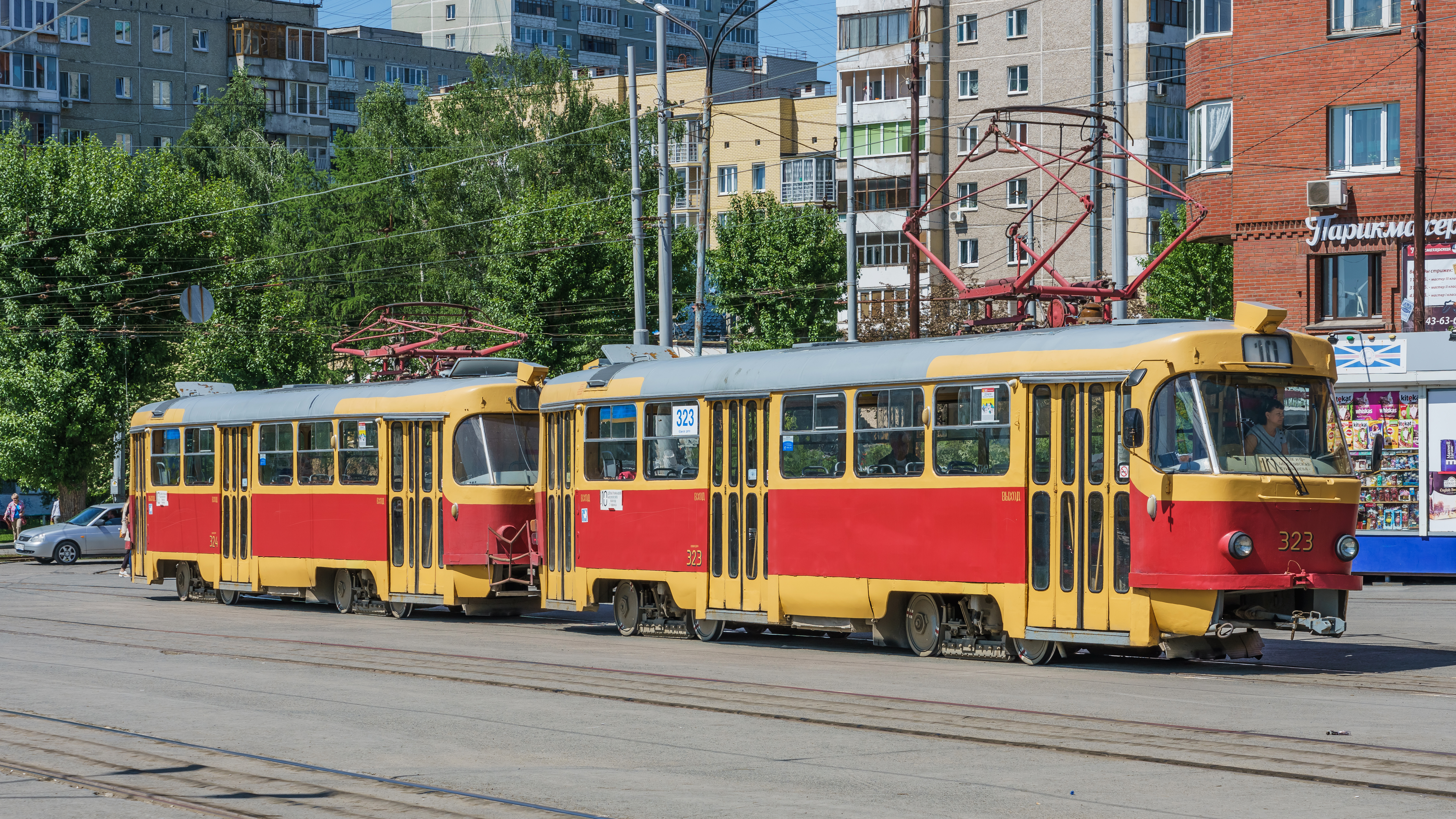
Tatra T3SU в Єкатеринбурзі

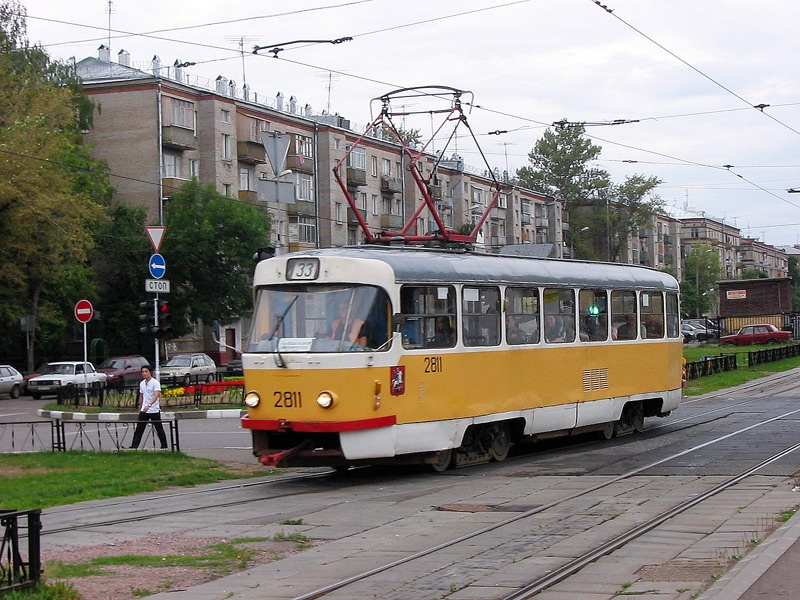
Tatra T3SU в Москві

(SU — Soviet Union, Радянський Союз).
Так само як і T2SU, до 1976 року вагони T3SU поставлялися у модифікації без середніх дверей — на їх місці встановлювалися два додаткових ряди сидінь. З переходом на безкондукторне обслуговування почали поставлятися вагони із середніми дверима. Відмінність модифікації SU від звичайного вагона Tatra T3 — наявність затулки що перенаправляла струмінь нагрітого повітря від прискорювача в салон, а також кабіна керування була ізольована від салону жорсткою перегородкою.
Деякі вузли вагонів були допрацьовані для роботи у складних кліматичних умовах, характерних для Росії. В СРСР були поставлено загалом 11 368 вагонів  Tatra T3SU. Це унікальний випадок — постачання вагонів цього типу в Радянський Союз стало найбільшою у світі серією однакових трамваїв, проданих в одну країну. Проте цей факт мав і зворотний бік: СРСР як основний замовник заводу ЧКД занадто довго вимагав одного і тільки одного типу вагона, що сильно уповільнило розробку нових серій, і перш за все Tatra T5.
Починаючи з 1963 року, вагони Tatra T3 поставлялися до Москви, а згодом ще до 33 міст СРСР. Крім Москви, Барнаула, найбільше вагонів отримали Київ, Харків, Одеса, Волгоград, Куйбишев, Свердловськ.

### Tatra T3SUCS

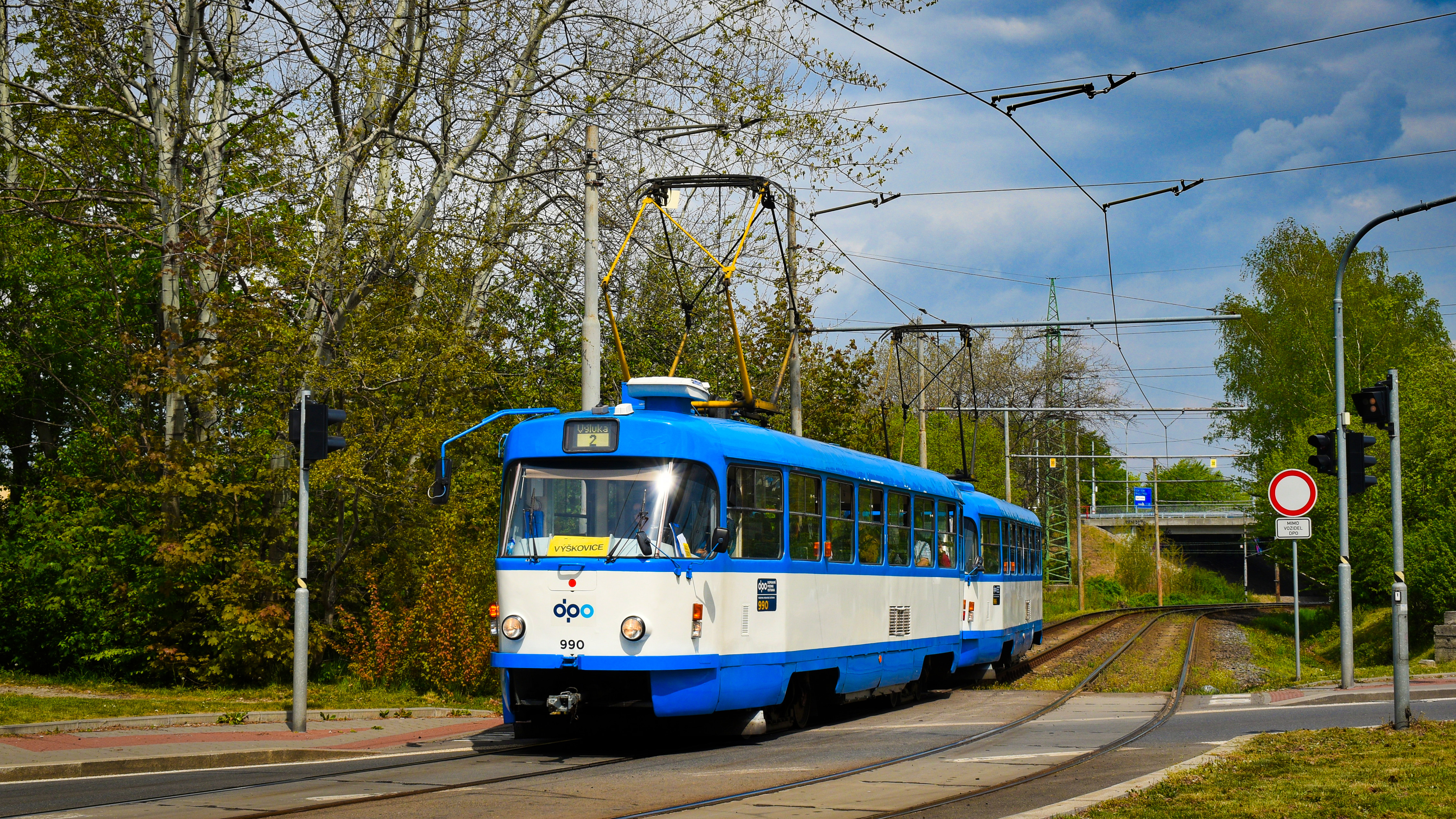
Трамвай Tatra T3SUCS в Остраві

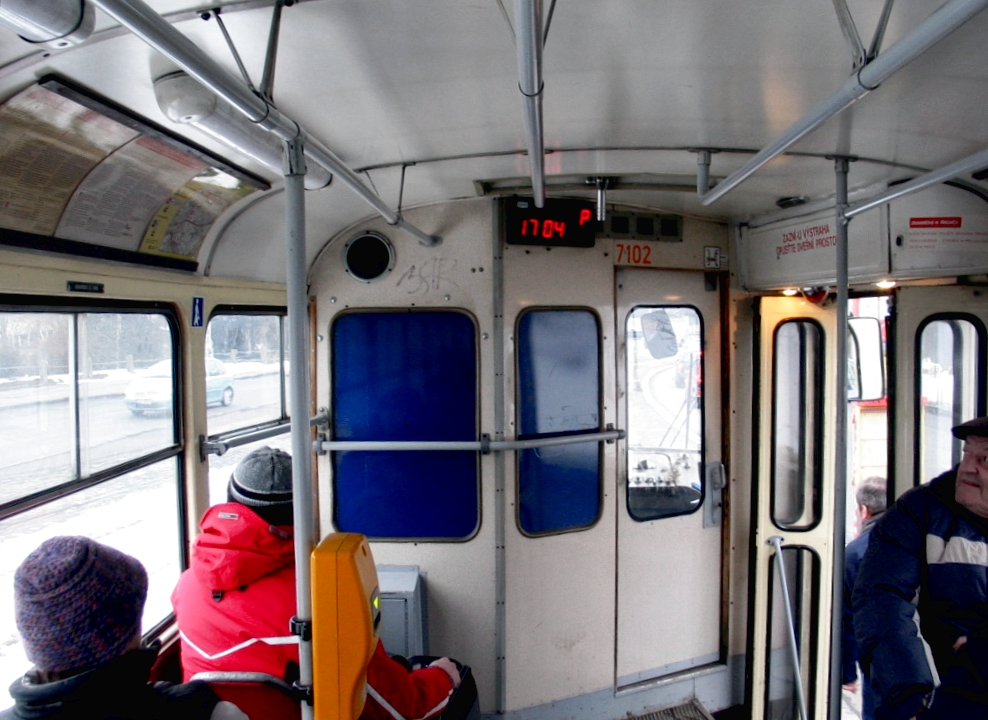
В салоне трамвая Tatra T3SUCS в Празі

(SUCS — Soviet Union-modified Czechoslovakia)
Виробництво оригінальної моделі Tatra T3 припинилося у 1976 році (за винятком двох вагонів для м. Кошиці у 1980 році). Проте через те, що на початку 1980-х років була потрібна заміна значної кількості Tatra T1 та Tatra T2, що вичерпали свій термін експлуатації, неготовністю перспективної моделі Tatra KT8D5, вищою ціною базової моделі Tatra T3 із застарілою ТІСУ TV1 (і з небажанням транспортного управління переплачувати за застарілу модель), було прийнято рішення про постачання для Чехословаччини експортної моделі з класичним електроустаткуванням — ще більш застарілим. Таким чином з'явилися Tatra T3SUCS, експортна модифікація на візках європейської колії. Оскільки доопрацювання KT8D5 затягнулося набагато довше, ніж розраховували, виробництво Tatra T3SUCS тривало аж до 1989 року. Конструктивно Tatra T3SUCS дещо відрізнялося від модифікації Tatra T3SU, у мережі керування на панелі керування у водія.
З 2012 року вагони  Tatra T3SUCS, що були у вжитку передані для експлуатації у містах України: Харкові, Одесі, Києві, з 2017 по 2022 роки — у Маріуполі.

### Tatra T3D
(D — Deutschland, Німеччина)

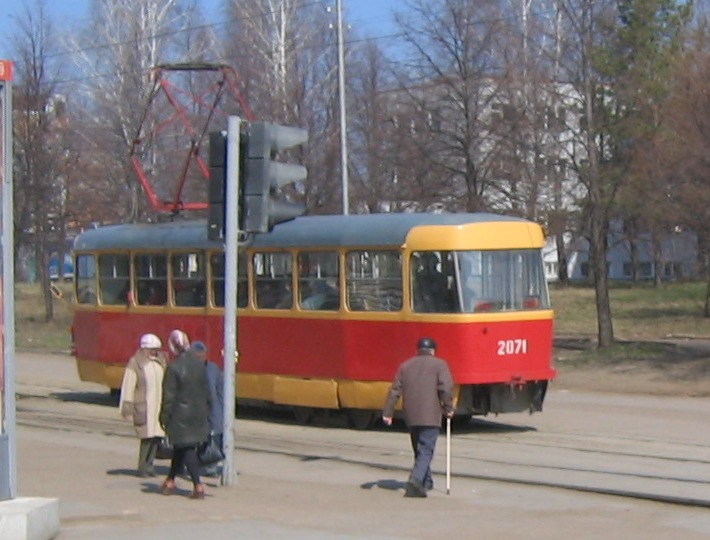
Трамвай Tatra T3D в Уфі

Вагони, призначені для НДР. З 1968 року поставлялися до Карл-Маркс-Штадту (Хемніц), і з 1973 року — до Шверіна. Експлуатувалися в поїздах за схемою мотор+мотор, мотор+мотор+причіп і мотор+причіп. Як причепи використовувалися аналогічні вагони B3D без тягового електрообладнання. Максимальна швидкість потягу із причіпними вагонами була 55 км/год проти 65 у поїздів зі всіма моторними вагонами.
Впродовж 2003—2004 років 28 вагонів зі Шверіну почали роботу у Дніпропетровську.

### Tatra T3YU
(YU — Yugoslavia, Югославія)

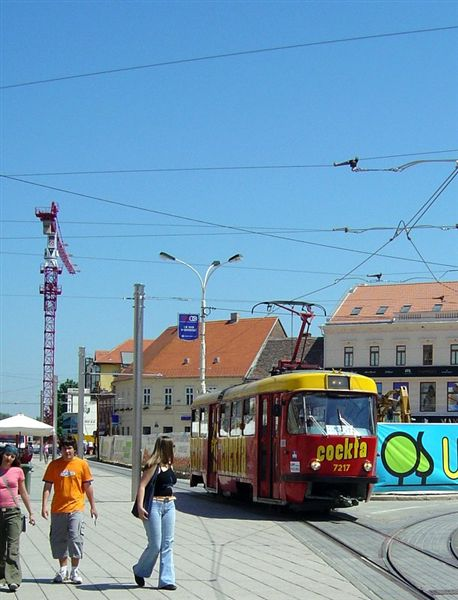
Трамвай Tatra T3YU в Осієку

Вагони, призначені для Югославії. Поставлялися з 1967 по 1969 рік до Сараєво і відрізнялися розташуванням пантографа — він знаходився не над переднім, а над заднім візком.
З 1968 року вагони даної модифікації, адаптовані для колії 1000 мм, почали поставлятися до Осієку (вже з традиційним розташуванням пантографа). Чотири вагони останнього постачання, у 1982 році, мали таке ж обладнання, як у Tatra T3D, і тому могли експлуатуватися з причіпними — разом з ними були поставлено чотири причіпних вагони B3YU.

### Tatra T3R
(R — Romania, Румунія)

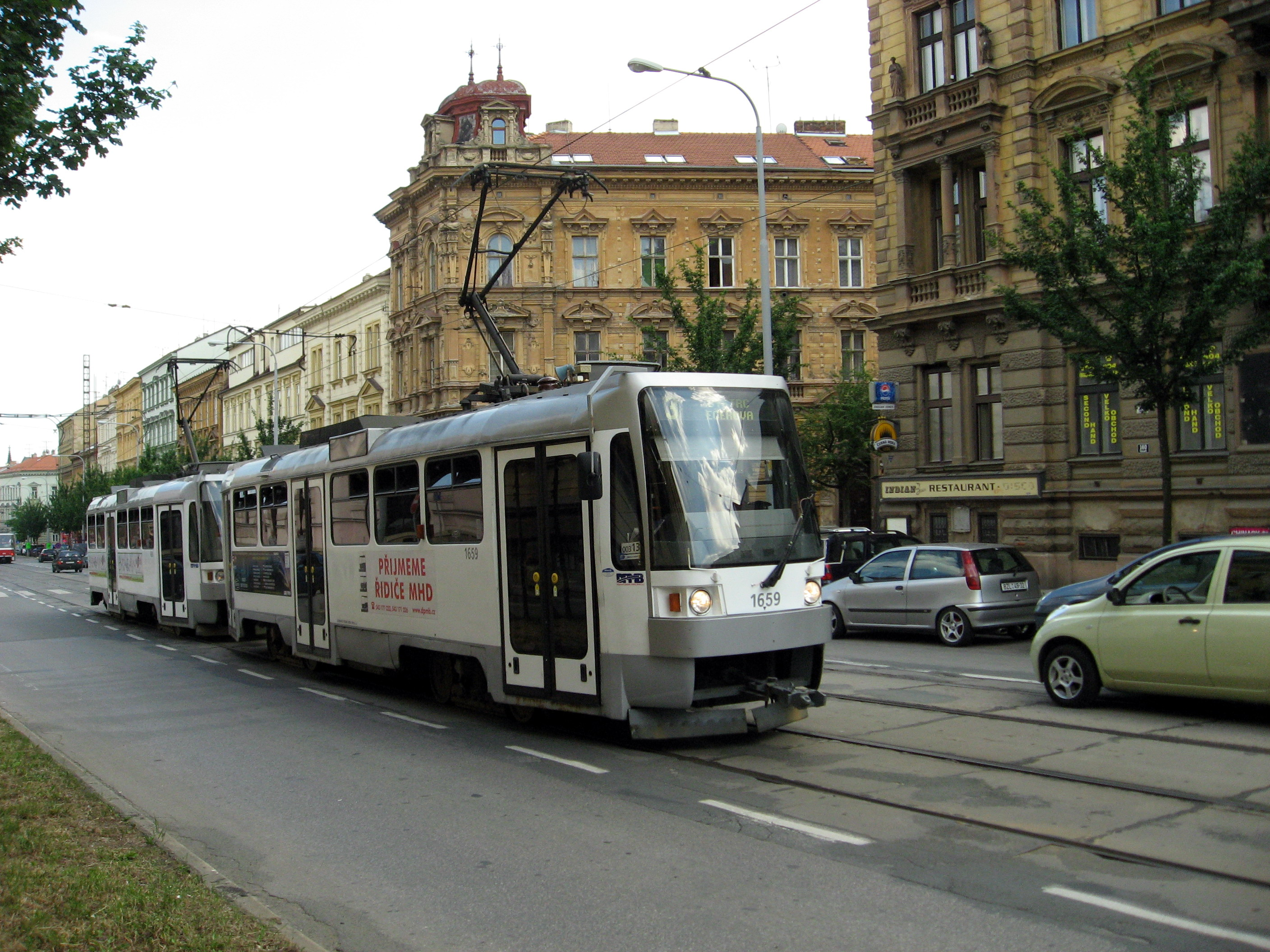
Трамвай Tatra T3R в Брно

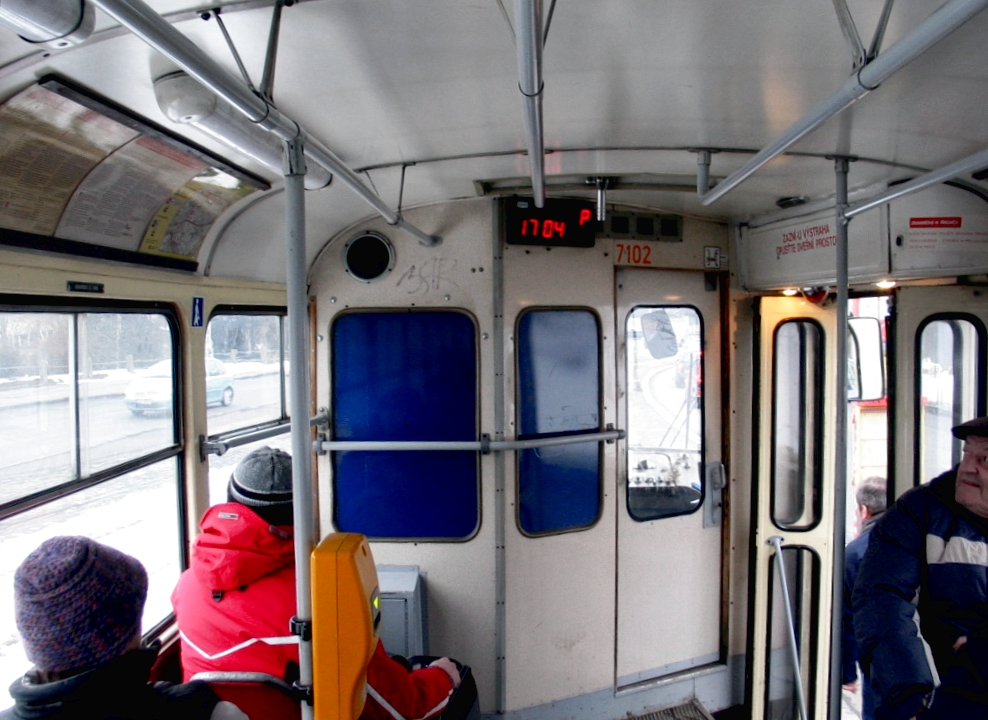
У салоні трамвая Tatra T3SUCS (Прага)

50 вагонів для міста Галац постачання 1971—1974 років. Електрообладнання під напругу 750 В.

### Tatra T3RF
(RF — Russian Federation, Росія) Вагони, призначені для Російської Федерації. Останні вагони вироблені компанією ČKD перед банкрутством впродовж 1997—1999 років шляхом глибокої модернізації кузовів вагонів Tatra T3. Всього було виготовлено 8 вагонів для постачання до Іжевську та Самари, проте через економічну кризу 1998 року, замість чотирьох вагонів, Самара викупила лише два. Два вагони Т3RF, що лишилися в Чехії, у 2002 році викупила транспортна компанія Брно вже після банкрутства ČKD (для Брно вагони були модернізовані і проходили по документації як  Tatra T3R-BN1).
У модернізацію за типом T3RF були додані кузов та дизайн від вагона Tatra T3R, з електроустаткуванням від Tatra T3M.3.

## Модернізація трамваїв Tatra T3

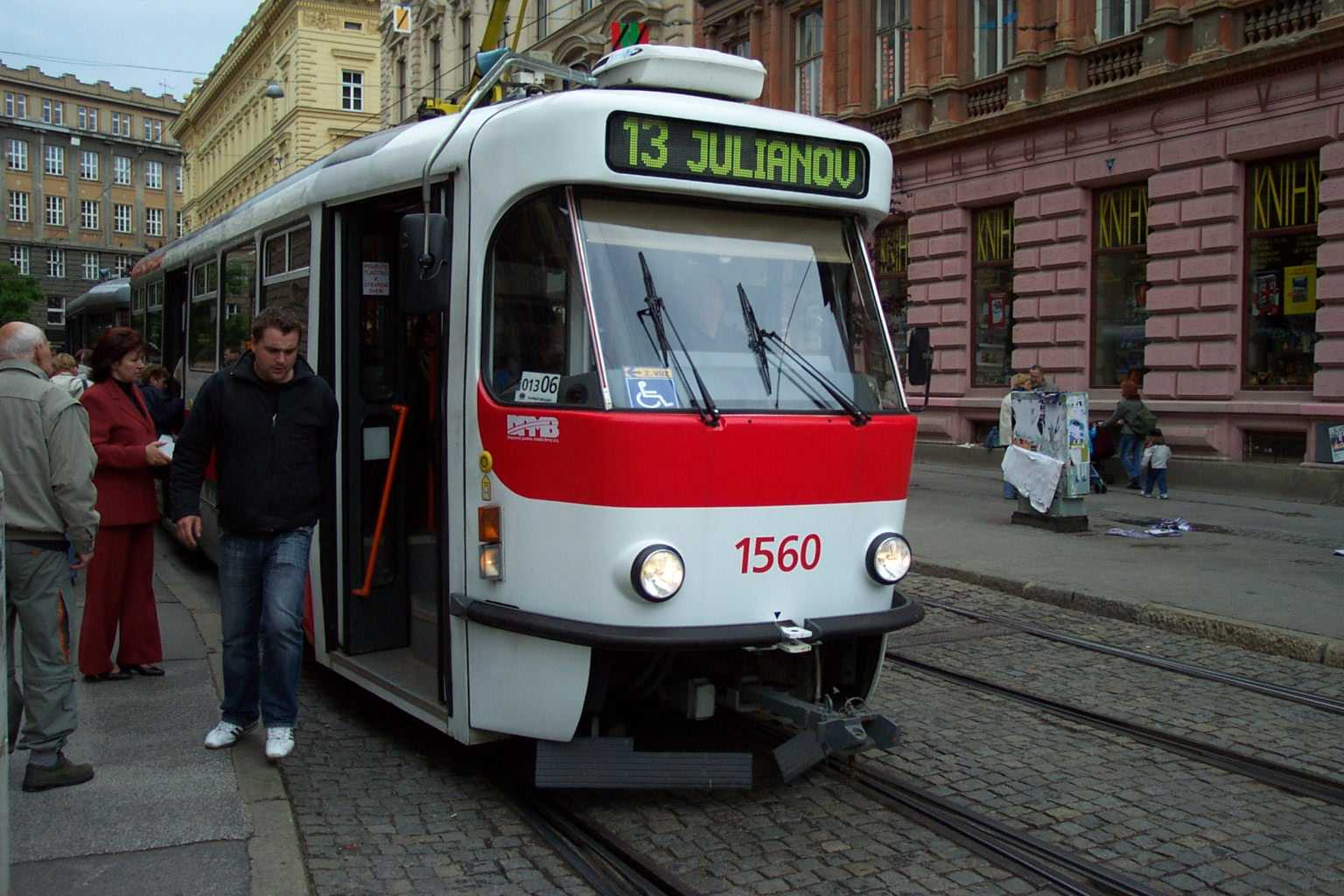
Модернізований трамвай у Брно

У багатьох містах Чехії, Словаччини, а також Румунії та містах колишніх СРСР, Східної Німеччини, Югославії, трамвайні вагони T3 прижилися. До них звикли і водії, і обслуговуючий персонал, і пасажири. У багатьох містах, наприклад, у Москві, Волгограді, Одесі та Харкові, була організована надійна ремонтна база для цих вагонів. Міська влада вирішила, що їй буде набагато вигідніше не купувати нові трамваї, а модернізувати Татри T3. Залежно від міста, депо та інших факторів модернізація включає:
- докорінну реставрацію кузова;
- установку тягового електронного обладнання на базі тиристорів, а згодом і транзисторів.
- переобладнання пасажирського салону.

### Модернізації
- Tatra T3R.P

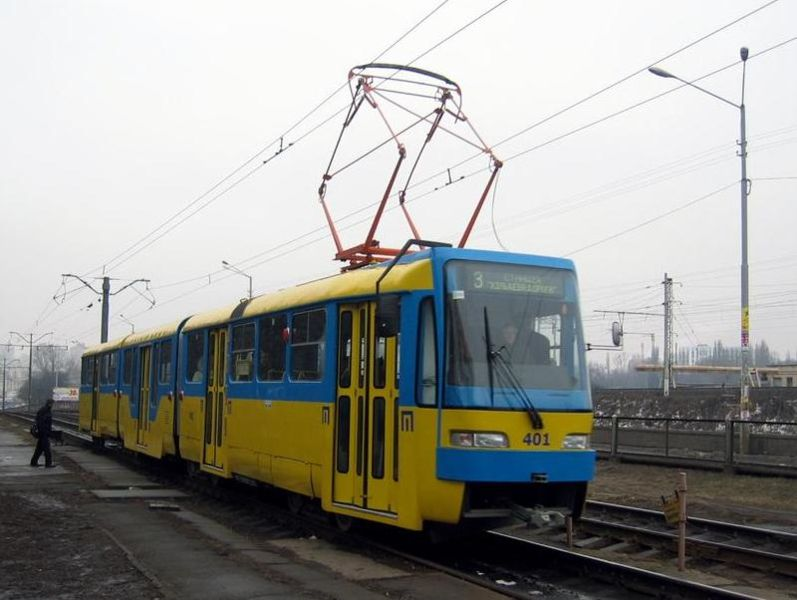
Вагон КТ3 у Києві

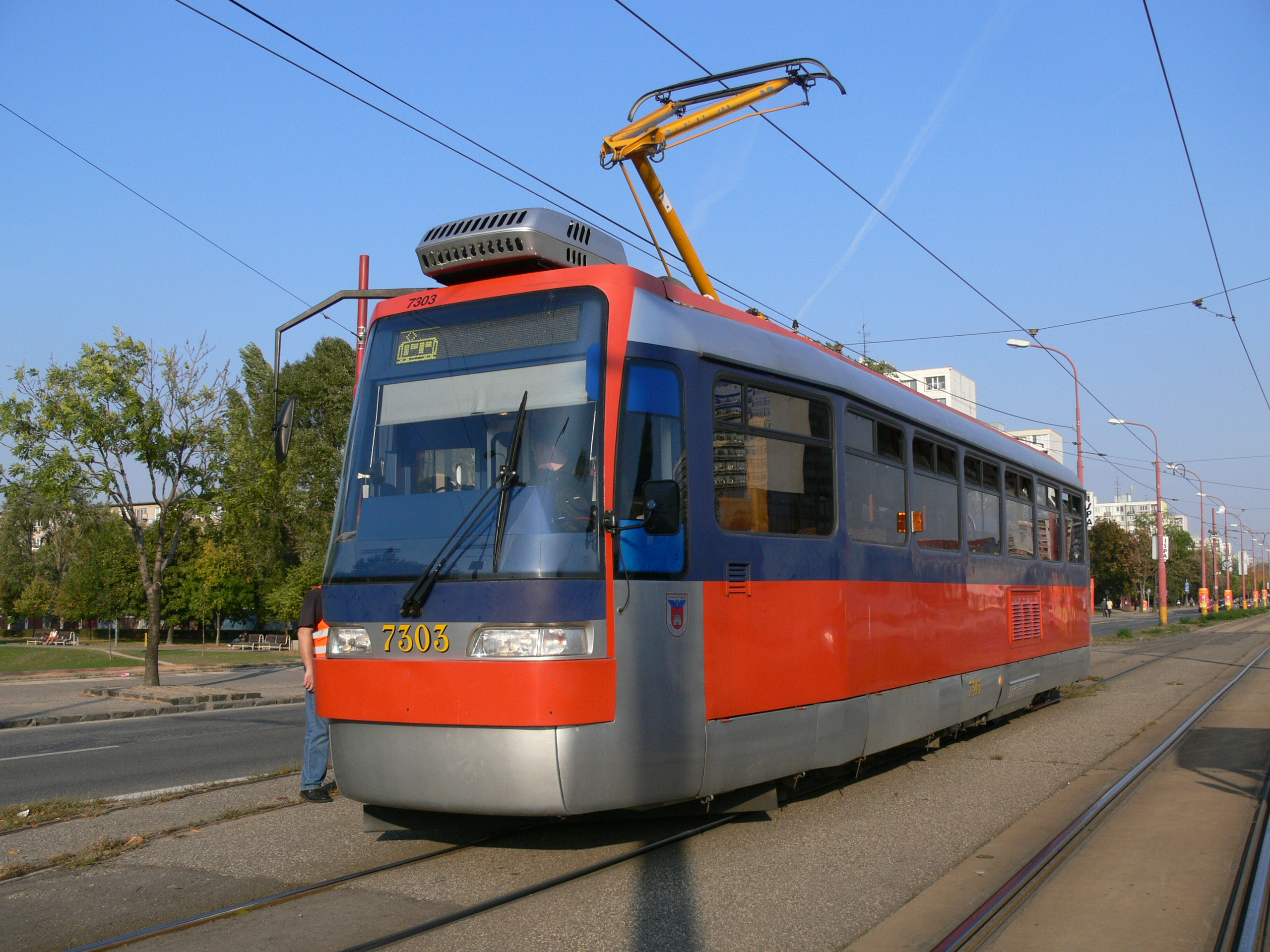
Модернізована Татра Т3АS у Братиславі

- Tatra KT3 — це позначення однієї з моделей, що з'явилися в результаті модернізації трамваїв Т3 чехословацького виробництва. Вагон КТ3 (іноді називається [Tatra К3R-NT]) є, по суті, побудованим з двох трамваїв Татра Т3 трисекційним вагоном з низькопідлоговою середньою секцією. З'єднують секції два вузли зчленування, під якими встановлені візки від вагонів Т3. Є система управління типу TV Progress SLT, модернізовані салон та кабіна вагона. Трамвай отримав також нові склопластикові маски спереду та ззаду. Пантограф та двері заміні не піддавалися, але на деяких вагонах встановлені нові двері, а також напівпантографи.
- Татра Т3AS — тип трамвая, що виник у результаті модернізації чехословацького трамвая Татра Т3. У 2000 та 2001 роках трамваї Т3 були модернізовані. Підприємства Pars Nova із Šumperku модернізували у 2000 році цей трамвайний вагон у тип Т3АС. Концепція Татри Т3АС дуже схожа на трамвай Т3С. Кузов залишився тим самим, оновилися внутрішнє оздоблення та кабіна водія трамвая. Трамвай отримав новий напівпантограф, було встановлено чотири двері. Крім цього була змінена передня та задня маски. Ця модифікація трамваю постачалася лише до Братислави.

### В Німеччині

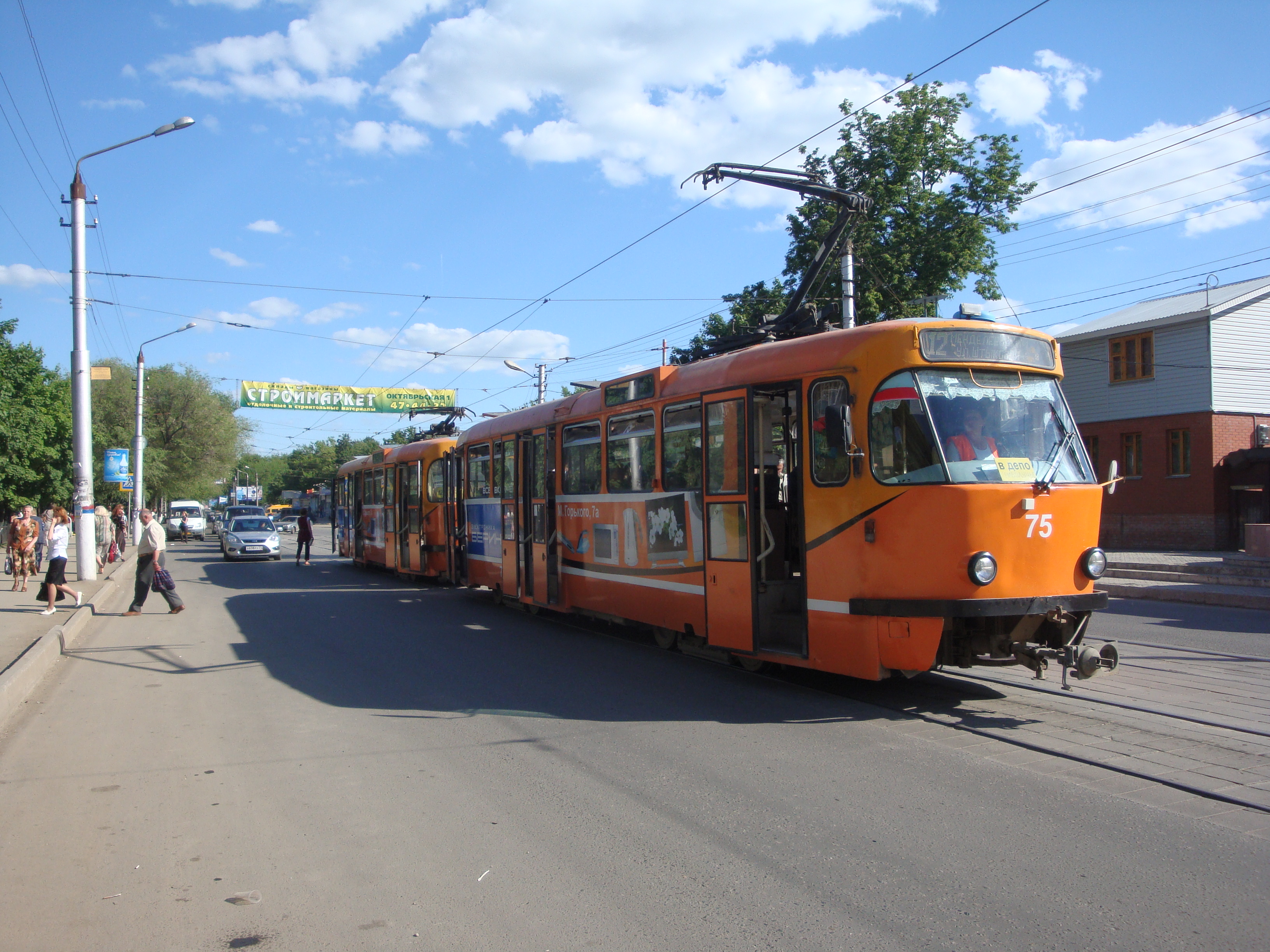
СМЕ з вагонів T3DC на Оборонній вулиці в Тулі

Вагони даної серії є результатом глибокої модернізації. Оновним принципом модернізації вагонів Tatra T3D та Tatra В3В, застосування сучасних електронних імпульсних інверторів з мікропроцесорним керуванням замість прискорювача, також замінено мотор-генератор на статичний перетворювач. При модернізації на вагонах застосовували електричне обладнання AEG, або Cegelec TV Progress CDC. У 2005—2006 роках переважна більшість цих вагонів були виведені з експлуатації в Німеччині й почали масово продаватися.

### В Москві

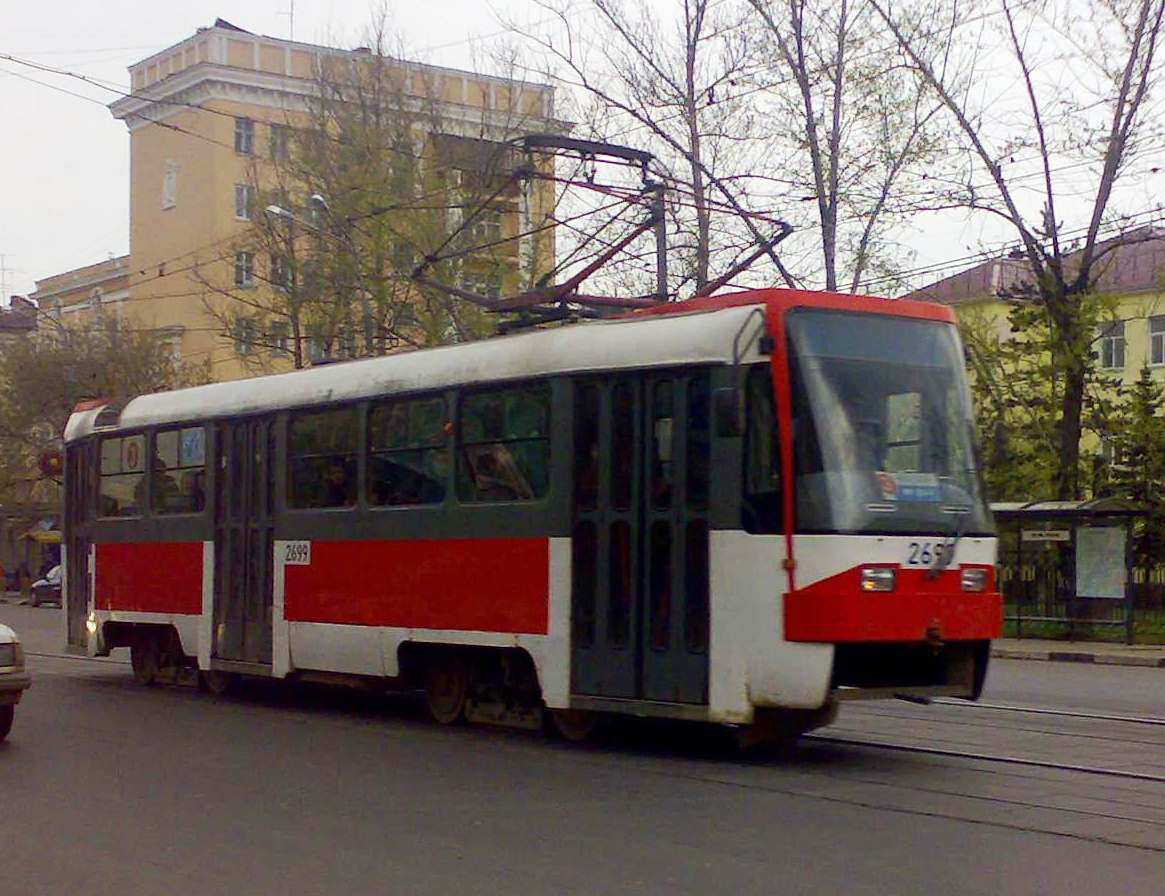
Модернізований трамвай у Нижньому Новгороді

У Москві вагони Татра T3 модернізують на трамвайному ремонтному заводі «ТРЗ» рос. ГУП «Мосгортранс» з 1998 року. Модернізовані на заводі «ТРЗ» вагони різняться такими позначками (серіями):
- ТМРП-1 (Татра Модернізована Російськими Підприємствами). У 1998 році Трамвайно-ремонтним заводом, у співпраці з ЗАТ «Агентство інвестицій у промисловість» і ТОВ «НВП Технічний центр МЕТ», на базі вагону Т3 № 2813 був виготовлений експериментальний модернізований вагон серії ТМРП-1. Вагон ТМРП-1 відзначався новим дизайном передньої й задньої торцевих частин і поворотно-зсувними дверима. На вагоні була застосована тиристорно-імпульсна система керування ТІСУ МЕРА-1 і візки виробництва «УКВЗ». Управління вагоном здійснювалося за допомогою ручного контролера. Після проведення в депо ім. Баумана випробувань і виявлення певних технічних і конструктивних недоробок, вагон не був допущений до експлуатації з пасажирами і переданий музею міського пасажирського транспорту. Виходячи з першого невдалого досвіду, у 1999 році з вагона Татра Т3 № 3303 Краснопресненського депо і вагона Т3 № 2924 Депо ім. Баумана були виготовлені наступні два вагони серії ТМРП-1. Вагони відрізнялися від експериментального, зокрема дизайном передньої та задньої торцевих частин і пультом управління. Вагон № 2924 почав працювати в Депо ім. Баумана на маршруті № 11, а потім на маршруті № 17. Вагон № 3303 випробовувався в Краснопреснєнському трамвайному депо на маршруті № 27 без пасажирів і згодом був переданий у депо імені Баумана, де отримав бортовий № 2301. Одночасно вагону № 2924 був наданий № 2302. Обидва вагони мали постійні проблеми з ТІСУ МЕРА-1 і вже у 2003 році припинили експлуатацію. Згодом вагони були відправлені на завод «ТРЗ», де були повторно модернізовані до серії МТТЧ з поверненням вагонам класичного дизайну Татра Т3.
- МТТМ (Модернізована Татра ТРЗ Москва). Варіант модернізації вагонів Татра Т3 з електрообладнанням угорської компанії GANZ-Transelektro (за винятком вагона № 3343, що має електрообладнання TV-Progress, як у вагонів серії МТТЧ). Роки виробництва: 2002—2004. Модернізовані вагони Татра Т3 серії МТТМ (№ 3343—3354 і 3356—3367) експлуатуються в Краснопресненському трамвайному депо (№ 3). Вагони не пристосовані для роботи у системі багатьох одиниць. Через припинення компанією GANZ-Transelektro виробництва обладнання для електротранспорту, депо має проблеми з запасними частинами для електрообладнання вагонів МТТМ. Є плани щодо поступової заміни угорського електрообладнання на російське (АСК або ЕПРО).
- МТТА (Модернізована Татра ТРЗ Асинхронний привід). Варіант модернізації вагонів Татра Т3 з тяговим приводом змінного струму й асинхронними електродвигунами. Виготовлено десять вагонів з бортовими № 3355 (заводський № 1), 3390 (№ 2), 3465 (№ 5), 3466 (№ 6), 3467 (№ 7), 3468 (№ 8), 3469 (№ 9), 3470 (№ 10) для Краснопресненського трамвайного депо (№ 3). Вагон № 3355 випущений у 2004 році і обладнаний тяговим приводом ЕПРОТЕТ-300, виробництва ЗАТ «Фірма „ЕПРО“» (Санкт-Петербург). Вагон № 3390 випущений у 2006 році і був обладнаний тяговим приводом «Дінас-301А» виробництва заводу «Динамо» (Москва). В експлуатації обладнання Дінас-301А показало себе вкрай невдало і у 2009 році силами заводу «ТРЗ» було замінено на «ЕПРОТЕТ-300», аналогічне використовуваному на вагоні № 3355. У 2010 році виробництво вагонів серії МТТА відновлено. Нові вагони, на відміну від № 3355 і 3390, мають можливість роботи у системі багатьох одиниць.
- МТТД (Модернізована Татра ТР3 Динамо). Варіант модернізації вагонів Татра Т3 з електрообладнанням Дінас-309Т виробництва заводу «Динамо» (Москва). Модернізовані вагони Татра Т3 серії МТТД експлуатуються в трамвайному депо імені Апакова (№ 1). Бортові номери: 1300 (дослідний, випущений у 2003 році) і № 1301—1318 (випущені у 2005 році). В основному працюють за маршрутом «А». За системою багатьох одиниць працювати не можуть. В експлуатації обладнання «Дінас-309Т» показало себе вкрай невдало, а через ліквідацію виробництва на заводі «Динамо» депо не має можливості купувати запасні частини для електрообладнання. Частина вагонів простоює через несправність електрообладнання. У 2008 році на заводі «ТРЗ» на вагонах № 1307 і 1309 електрообладнання «Дінас-309Т» було замінено на «ТП-1», виробництва ЗАТ «Автоматизовані системи та комплекси» (Єкатеринбург), після чого дані вагони отримали позначення МТТЕ. Надалі планується поступове переустаткування вагонів МТТД, що залишилися, в серію МТТЕ.

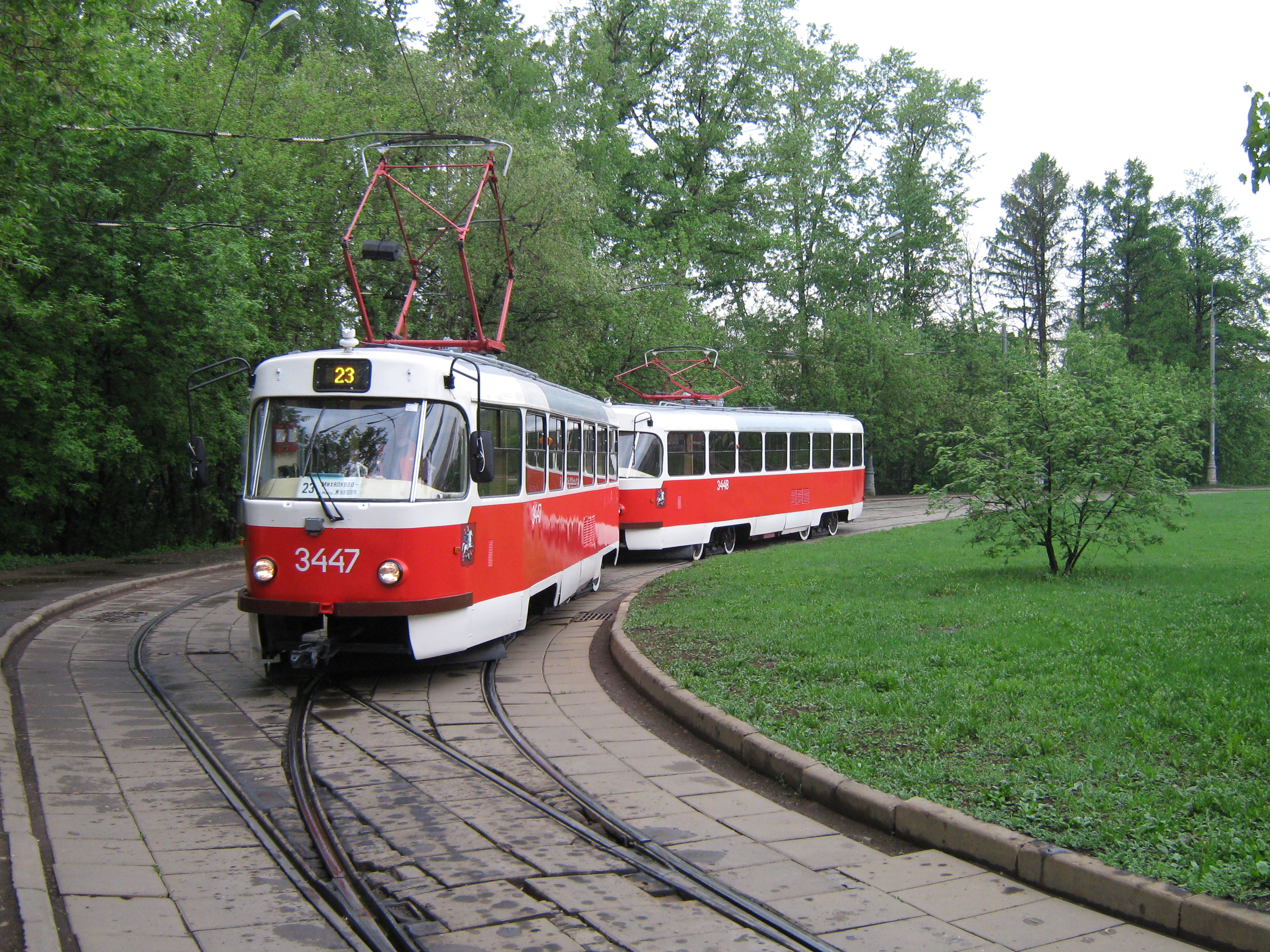
Модернізований вагон Татра МТТЧ

- МТТЧ (Модернізована Татра ТР3 Чехія; МТТЧ на сайті ТРЗ). Варіант модернізації вагонів Татра Т3 як у Tatra T3R.P з використанням електронного обладнання Cegelec TV Progress CDC.
- МТТЕ (Модернізована Татра ТР3 Екатеринбург). Варіант модернізації вагонів Татра Т3 з електрообладнанням виробництва заводу ЗАТ «Автоматизовані системи та комплекси» (Єкатеринбург). В 2008 році на раніше модернізованих вагонах МТТД № 1307 і 1309 була проведена заміна електрообладнання Дінас-309Т на ТП-1, виробництва ЗАТ «Автоматизовані системи та комплекси» (Єкатеринбург), після чого ці вагони здобули позначення МТТЕ і зчеплені двовагонним поїздом за системою багатьох одиниць (СМЕ). Надалі планується поступове переустаткування вагонів МТТД, що залишилися, в серію МТТЕ.
- KT3R («Кобра») (депо ім. Баумана (№ 2) № 2300, маршрут № 17) — зібраний на ТРЗ на базі двох кузовів T3 (поставлених з Чехії), має 2 вузла зчленування і середню низькопідлогову секцію.

В 2001 та 2002 роках виготовлялися вагони ТМРП-2 і ТМРП-2М. Вони надійшли до Краснопресненського трамвайного депо (№ 3). Зараз через відсутність запчастин деякі вагони були повністю перероблені в МТТЧ (включаючи заміну кабіни і задньої частини), деякі очікують модернізації. Вагон МТТЧ № 3403, колишній ТМРП-2 (або 2М?), зберіг оригінальну задню частину. Не так давно у зв'язку з ненадійністю і одиничним випадком випадання людини з вагона замість оригінальних дверей планетарного типу на всіх немодернізованих ТМРП були встановлені ширмові двері від вагонів Татра T3. До 2008 року в Москві залишилося всього два ТМРП — № 3333 і 3341. 11 лютого 2008 року у вагон № 3341 врізалася вантажівка «ЗіЛ», сталася пожежа і вагон більше не зміг самостійно їздити. Незабаром зламався інший ТМРП — № 3333 і, через деякий час, був відправлений на ТРЗ, де був модернізований і проданий у Нижній Новгород, в якому став до ладу з бортовим № 2662.

### В Києві
У Києві першою модернізованою Татрою T3 став вагон депо ім. Шевченка 6007. Модернізація полягала в установці чеської тиристорно-імпульсної системи керування виробництва «ČKD Trakce as», про що свідчив напис на борту вагона. В 1997 році вагон 6007 був списаний і утилізований у 2000 році.
Другим через понад 5 років був вагон 5778 з Лук'янівського депо: на нього була встановлена транзисторна система керування (ТрСК) «Прогрес». Це був початок модернізації Татр T3 у Києві. Незабаром деякі вагони депо ім. Красіна серії 59xx були капітально відремонтовані й оснащені ТрСК «Прогрес», отримавши неофіційну назву «Татра T3 Прогрес». Ця модернізація була проведена Дарницьким депо, де вагони й залишилися для експлуатації. Такі вагони зовні трохи відрізняються від звичайних Татр T3 дизайном кабіни та задньої частини, однак головною відмінністю є саме ТрСК. В наш час[коли?] всі «Прогреси» належать Дарницькому ТРЕД.
Крім звичайних модернізованих Татр T3, у Києві є десять вагонів типу Татра KT3UA, що експлуатуються. Їх прозвали «Коброю». Кожен з таких вагонів виготовлений з двох вагонів Татра T3 зі вставкою нової середньої секції з низькою підлогою. Основні роботи по вагону були виконані в Чехії на підприємстві «Pars Nova as [Архівовано 19 вересня 2011 у Wayback Machine.]», а остаточно вагон був дороблений у Дарницькому депо. Аналогічно виготовлені дві "Кобри" для Кривого Рогу. Потім «Кобри» виготовляв Київський завод електротранспорту у співпраці з чеськими фахівцями. Київські «Кобри» працюють на  лініях швидкісного трамвая (по 5 на правобережній та лівобережній).

### В Одесі
Модернізація вагонів «Татра Т3» проводиться силами трамвайних депо № 1 і № 2, а також Одеського вагоноремонтного заводу. Роботи були розпочаті у 2001 році і проводяться відповідно до Програми розвитку міського транспорту. До 2010 року мали бути модернізовані 96 вагонів (1/3 всього парку). Таким чином, Одеса стала третім містом на території колишнього СРСР після Москви та Риги, де проводилась докорінна модернізація цих вагонів з продовженням їх терміну служби на 15 років. На відміну від московських вагонів ТМРП, зовнішній вигляд одеських вагонів змінюється незначно.
У процесі модернізації застосовано комплект електричного обладнання Cegelec TV Progress CDC, реставрується кузов, установлюються нові електронні маршрутовказівники, в тому числі задній у верхній частині кузова, не передбачений на вагонах цієї моделі; повністю оновлюється інтер'єр салону (нові сидіння, які відтепер встановлюються в один ряд з кожного боку, нові поручні й оздоблення) і кабіни, в салоні встановлюється світлодіодне інформаційне табло з інформацією про вулицю, по якій прямує вагон, і чергову зупинку, а також автоінформатор. Водій має тільки ввести спеціальний параметр відповідного маршруту, і на всіх зовнішніх покажчиках буде відображений потрібний маршрут прямування, а в пасажирському салоні на табло буде висвітлена актуальна вулиця та наступна зупинка. Також за заданими параметрами проводиться автоматичне оголошення зупинок.
Вперше в Одесі на модернізованих вагонах застосовано пантограф Lekov (Чехія). Починаючи з вагона 4062, використовуються напівпантографи українського виробництва з ручним складанням. Але там, де з роботою справлявся електромотор, зараз не можуть впоратися троє дужих чоловіків, не кажучи вже про жінок. Та й самі витончені напівпантографи виявилися вельми крихкими й ненадійними в роботі (незважаючи на досить якісну підвіску контактної мережі в Одесі), і після поломок замінюються на звичайні одеські «бугелеграфи». Починаючи з 2003 року, напівпантографи на нових вагонах більше не застосовуються.
Вагони спочатку не були призначені для роботи у складі поїздів, проте декілька вагонів у 2005 і 2008 роках зберегли роз'єми низьковольтних ланцюгів. У 2008 році був ненадовго складений перший поїзд із модернізованих вагонів № 3331 і 2976, другий поїзд з вагонів 2948 і 2978 так і не вийшов на маршрути — вагони ходять поодинці.
У цей час модернізовано 106 вагонів, в експлуатації знаходяться 104 вагони, оскільки 2 згоріли (4020, 4077) і замість них відновлені інші вагони (4024 став 4020, 3311 став 4077). Станом на березень 2011 року в процесі модернізації перебувають 2 вагони, ще кілька вагонів у черзі.

### В Ризі

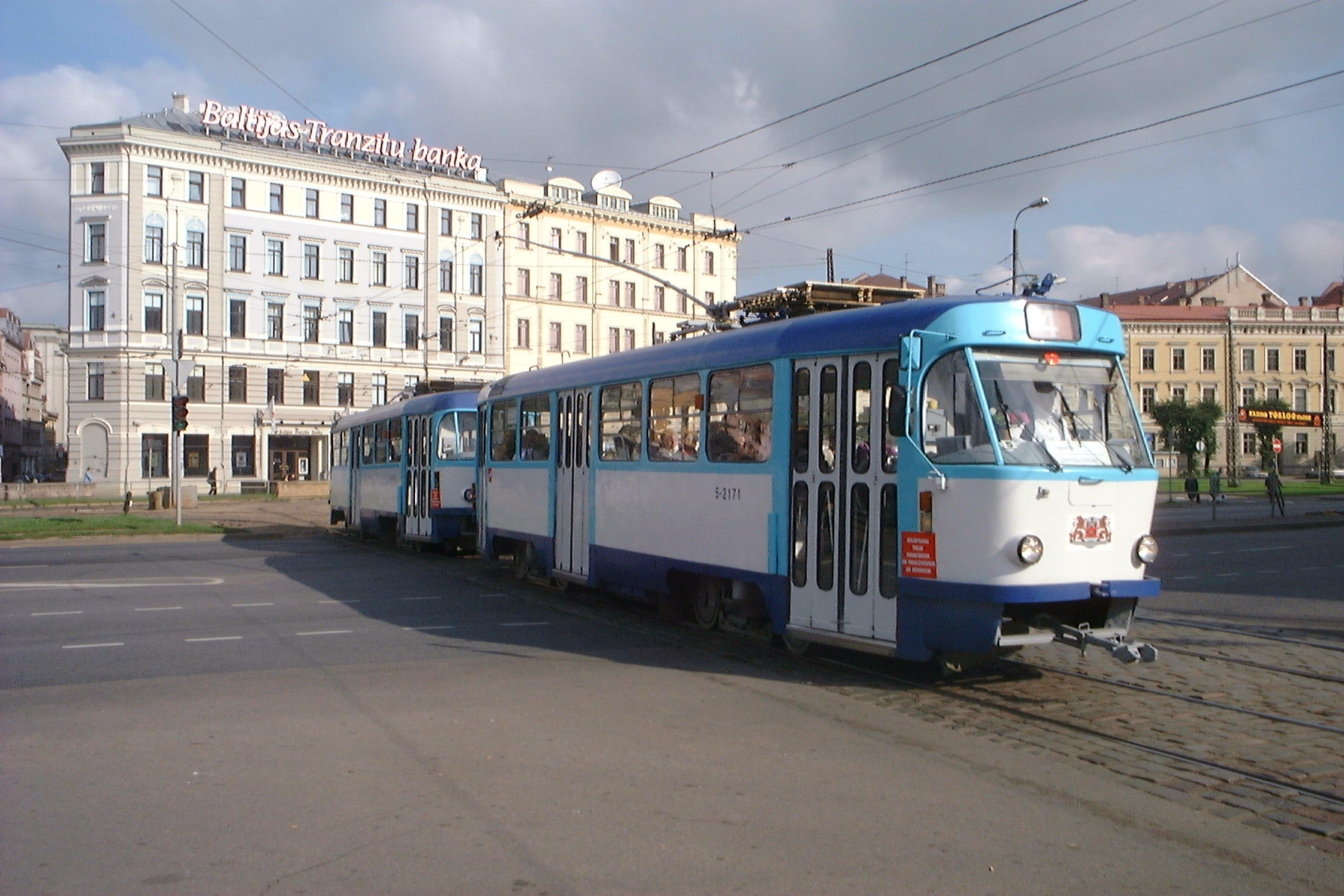
Tatra T3 у Ризі
з штанговим струмоприймачем

У Ризі трамвай використовує штанговий струмоприймач, і устаткування зроблені під тролейбусні, т.ч. щоб трамваю переключити рейкову стрілку, йому потрібно спочатку пройти по стрілці тролейбусного типу.

### В Харкові

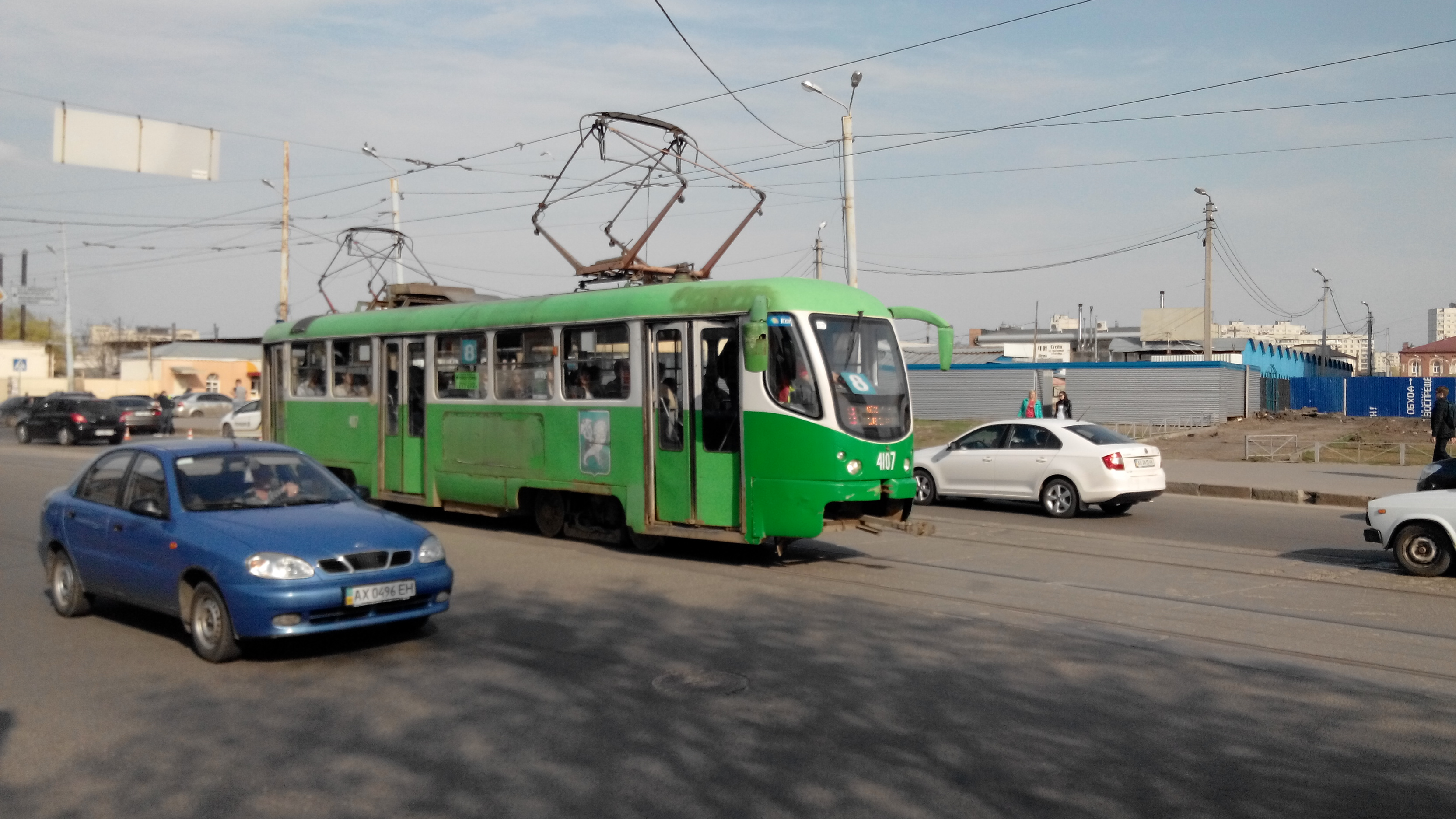
Модернізована Tatra T3ВПА у Харкові

На Харківському вагоноремонтному заводі кілька вагонів Tatra T3 переробили в моторно-вантажні платформи (нижче, 2 ілюстрації ліворуч), один вагон переобладнаний в лабораторію контактної мережі (ВКМ-0403).
T3ВПА — пасажирська модифікація вагона Tatra T3 розроблена у 2008 році. У вагоні встановлена тиристорно-імпульсна система управління на базі обладнання Siemens. Двері планетарні, в комбінації 2-2-2. Салон освітлюється двома лініями люмінесцентних ламп. Примітний факт, в червні 2009 року, при передачі в лінійну експлуатацію в Салтівське депо, помилилися при нанесенні номеру, і перший вагон отримав № 4110, а не 4101. Протягом 2 років було побудовано 4 вагони, станом на сьогодні виробництво зупинено. Вагон 4110 з квітня 2011 року експлуатується з непрацюючими середніми дверима.

### В Донецьку
Трамваї модернізували засобами вагоноремонтної майстерні. Усього перебудові було піддано два вагони: 4136 і 4155. Були демонтовані мотор-генератори і прискорювачі, деяка частина електроніки перемістилася в салон.
У процесі модернізації відреставрований кузов, встановлені нові маршрутні покажчики, вагони обладнані тиристорно-імпульсною системою управління українського виробництва. Повністю оновився інтер'єр салону (нові сидіння, поручні й оздоблення) і кабіна водія.

### В Запоріжжі

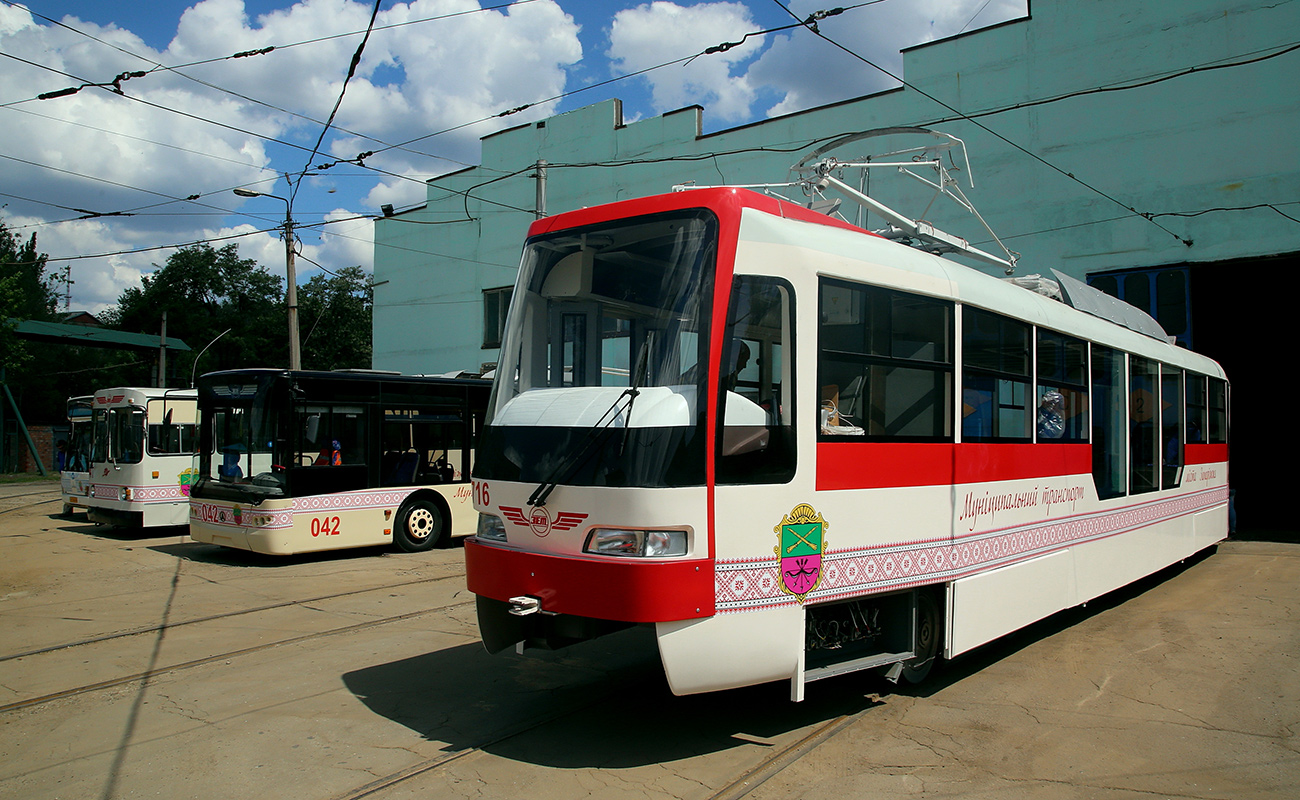
T-3UA-3-ЗП № 716

У жовтні 2016 року розпочато роботи з проведення капітальних ремонтів трамвайних вагонів із заміною кузова на базі КП «Запоріжелектротранс».
31 березня 2017 року до підприємства надійшов перший з чотирьох кузовів, 17 травня 2017 року — другий.
Виготовлення нового вагона обходиться підприємству близько 6 млн грн. Комплектуючі деталі виготовляють фахівці підприємства «Запоріжелектротранс», а кузов та скло задньої і передньої маски вагонів — Калуський завод будівельних машин.
30 травня 2017 року розпочалися випробування першого трамвая T-3UA-3-ЗП.
27 липня 2017 року перший трамвай T-3UA-3-ЗП (№ 716) вийшов на лінію.
Другий трамвай T-3UA-3-ЗП (№ 774) вийшов на лінію 31 жовтня, третій (№ 768) — 15 грудня, четвертий (№ 797) — 29 грудня.

### В Уфі
Модернізація трамвая на замовлення Уфімського трамвайно-тролейбусного заводу виконана Ризьким вагонобудівним заводом і студією промислового дизайну «Форма». У ході роботи зміни зазнали обшивка, внутрішнє оздоблення салону та кабіни, при цьому залишилися колишніми полегшений каркас, шпангоути даху та відновлені візки. У кабіні з'явилося ергономічне крісло, новий пульт керування та окрема піч. Більшість компонентів, у тому числі пасажирські сидіння, дверні системи, бічні та салонні дзеркала, двірники — вітчизняного виробництва. У травні 2019 року стало відомо, що проект було скасовано через нестачу фінансування. .

### В Орлі
Починаючи з осені 2008 року проведена компанія з розконсервації партії трамваїв, що простоюють з поломками. У квітні 2009 року перший модернізований трамвай № 038 Tatra T3SU, аналогічний московському МТТЧ (єдина відмінність — орловські модернізати не можуть працювати по СБО), вийшов на лінію. Жодне трамвайне підприємство Центральної Росії, крім Орловського ТТП, за таке не бралося і не береться.
Модернізовані Татри обладнуються сучасним чеським обладнанням TV Progress виробництва компанії «Cegelec», що дозволяє економити електроенергію до 50 % і подовжує термін служби трамвая на 10 років.
На початку червня 2009 року на лінії з'явився другий модернізований трамвай № 054, який до 90-х років працював другим причіпним вагоном за системою багатьох одиниць з трамваєм № 053, що залишився в консервації. № 054 з'явився в незвичному забарвленні, що різко виділяється, — білому і блакитному кольорах. Спереду вагона, де зазвичай розташовується бортовий номер, зображено герб міста Орла. На борту вагона красується напис «Наша праця — тобі, улюблене місто!». Одночасно з № 054 змінив стандартне забарвлення і № 038. Небесно-блакитньо-біле забарвлення стало відмінною ознакою модернізованих орловських трамваїв.
До жовтня 2009 року на орловських лініях вже працювало 5 повністю відновлених і модернізованих трамваїв Tatra T3SU № 014, 019, 021, 038, 054. У цвинтарному куточку залишилося 7 вагонів, що підлягають відновленню: № 005, 006, 012, 020, 022, 030, 053. Закуплені запчастини закінчилися, але керівництво ТТП планує з часом відновити всі трамваї.

## Недоліки трамваїв Tatra T3
- Розміри трамваїв невеликі, пасажиромісткість не вища, ніж у автобусів.
- Високий рівень підлоги.
- У салонах шумно через роботу мотор-генератора (служить для перетворення 600 В в 24 В для низьковольтних кіл).
- Кабіна водія дуже тісна.
- Залипання пальців прискорювача (з жаргону трамвайників: «вагон стріляє») через кидки напруги в контактній мережі, внаслідок чого вагон різко стартує або гальмує.
- Вікна розташовані занадто низько. Пасажиру, що стоїть, необхідно нагинатися, щоб подивитися у вікно. Також вузькі «підвіконня» незручні для того, щоб на них спиралися пасажири, які сидять.

## Галерея

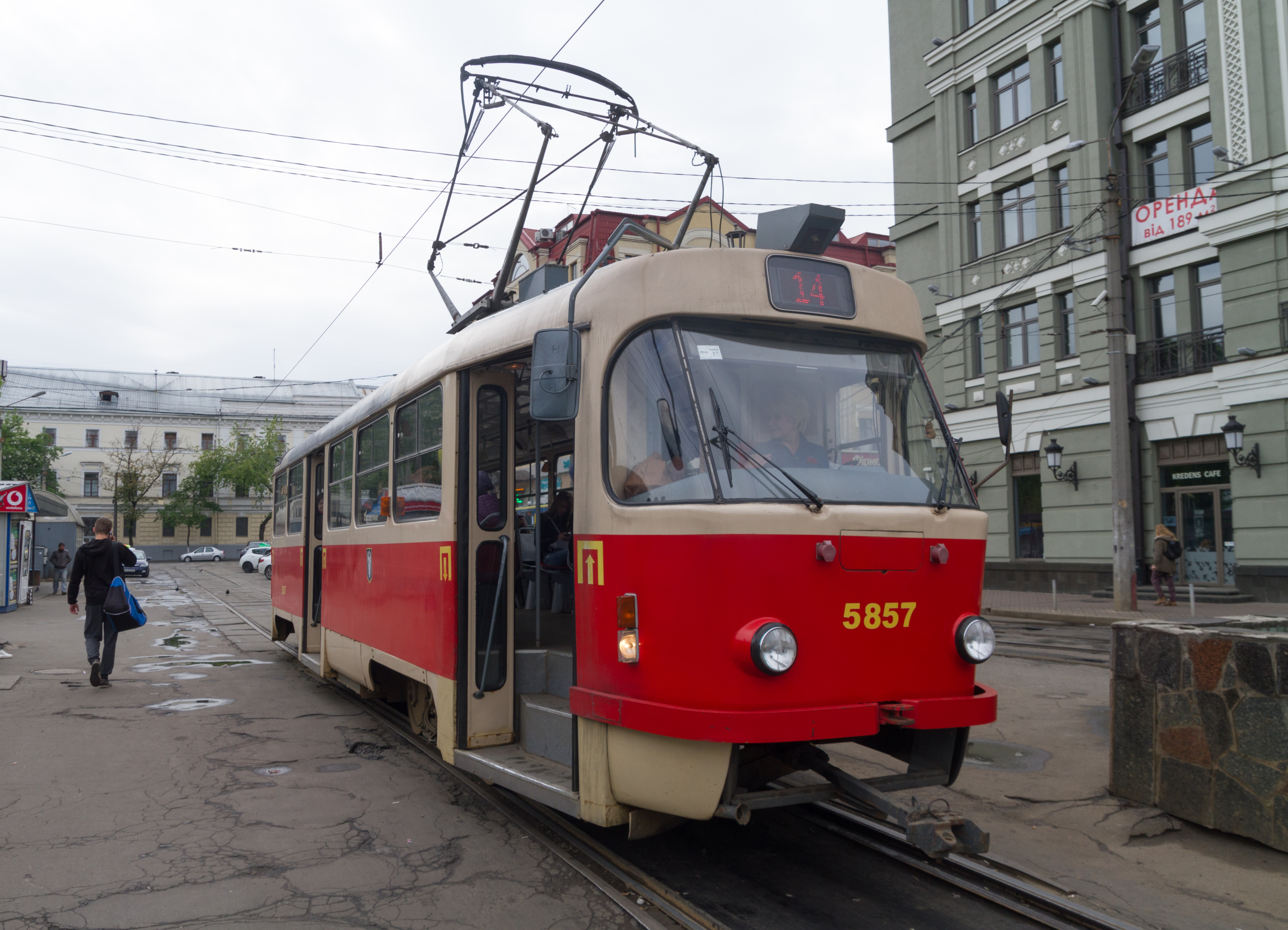
Tatra T3 в Києві
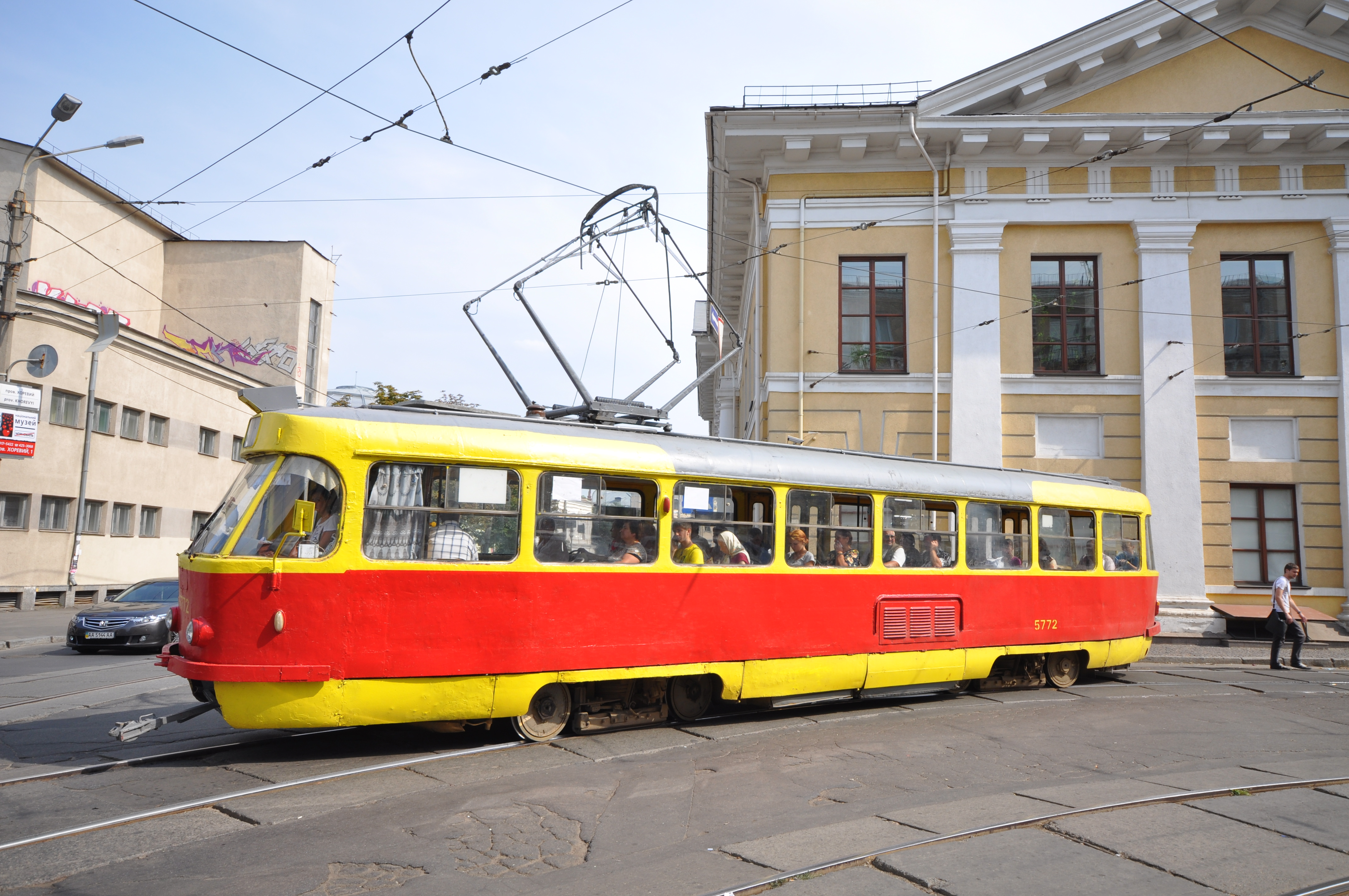
Tatra T3 в Києві
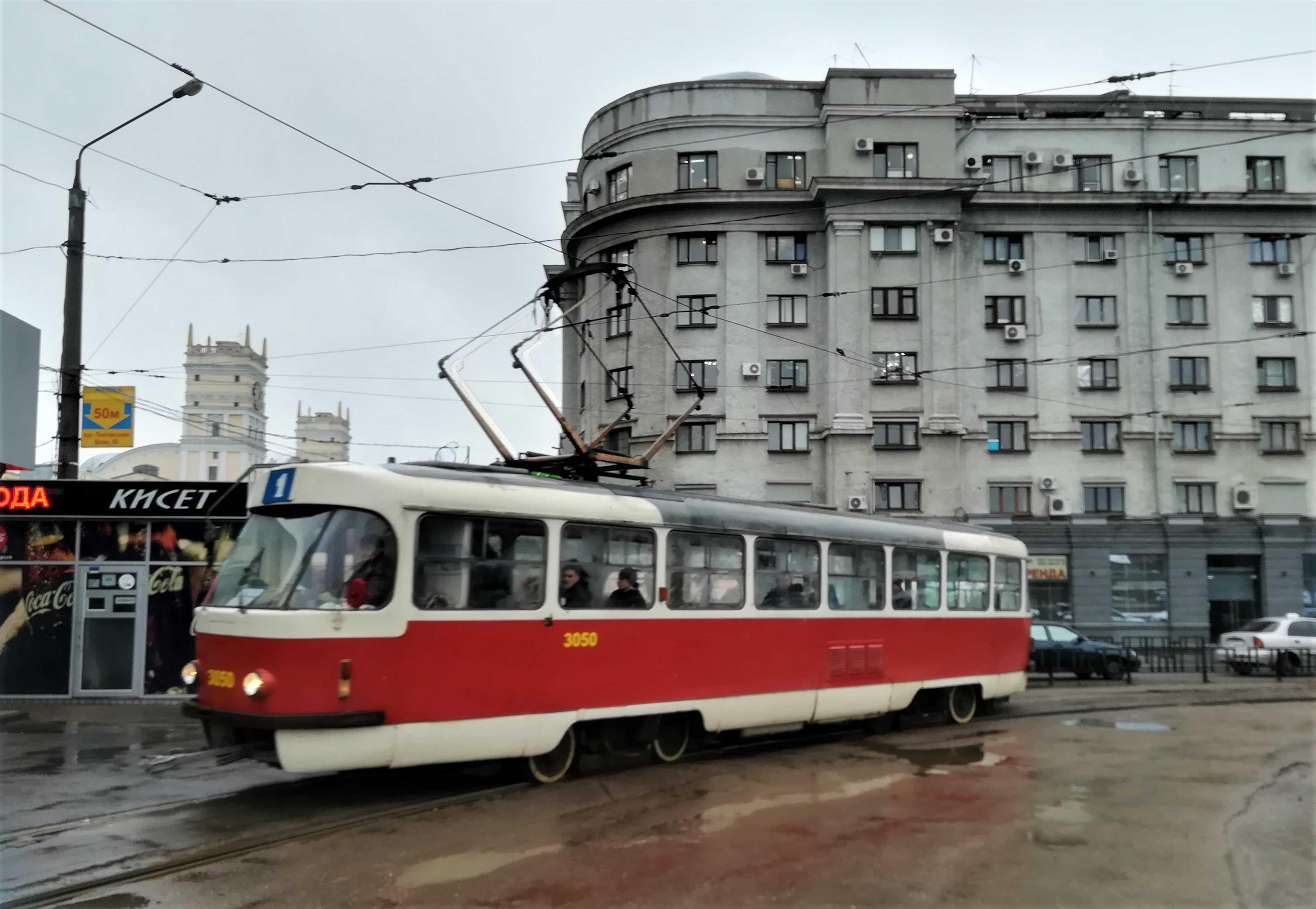
Tatra T3 в Харкові
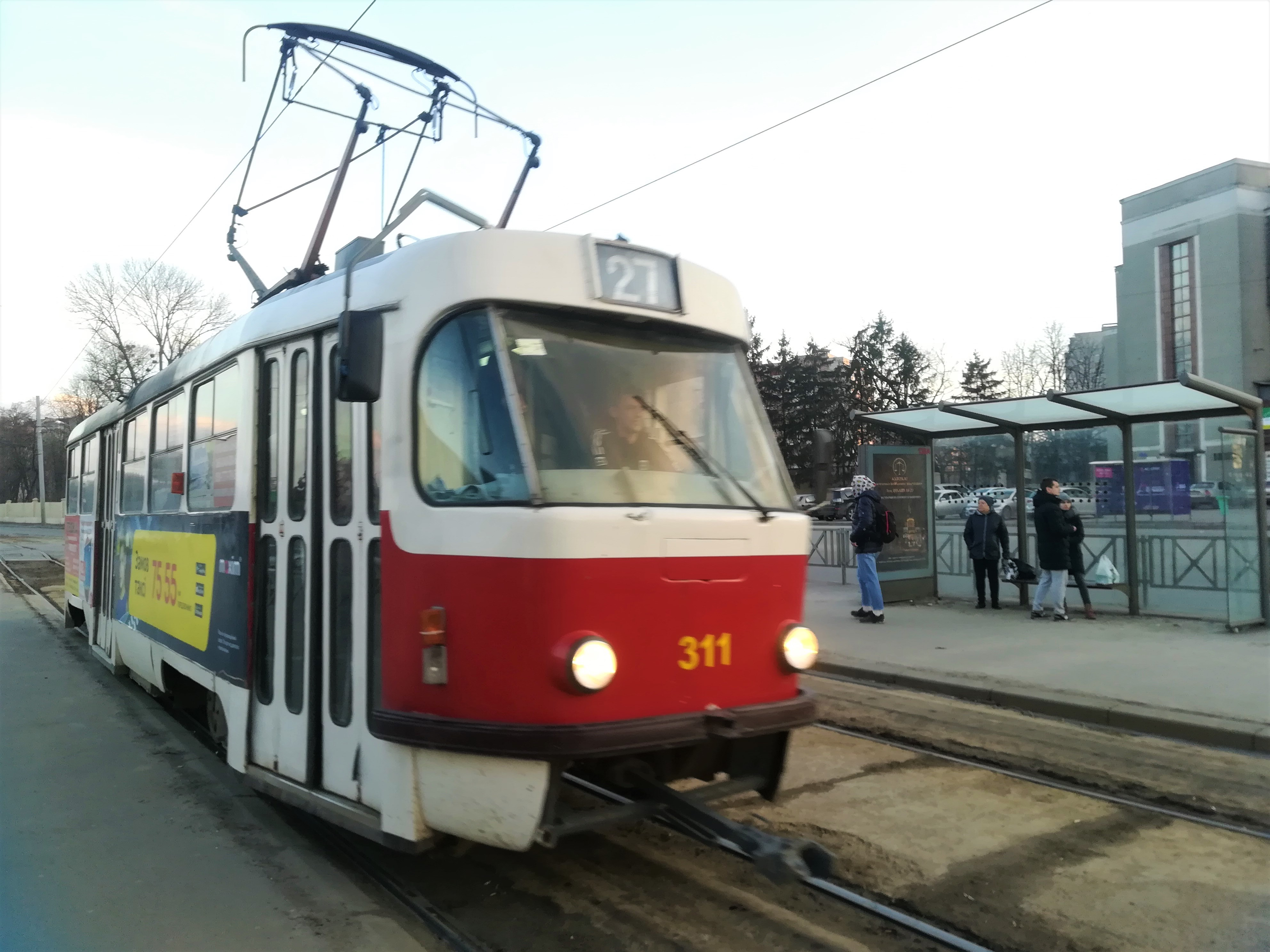
Tatra T3 в Харкові
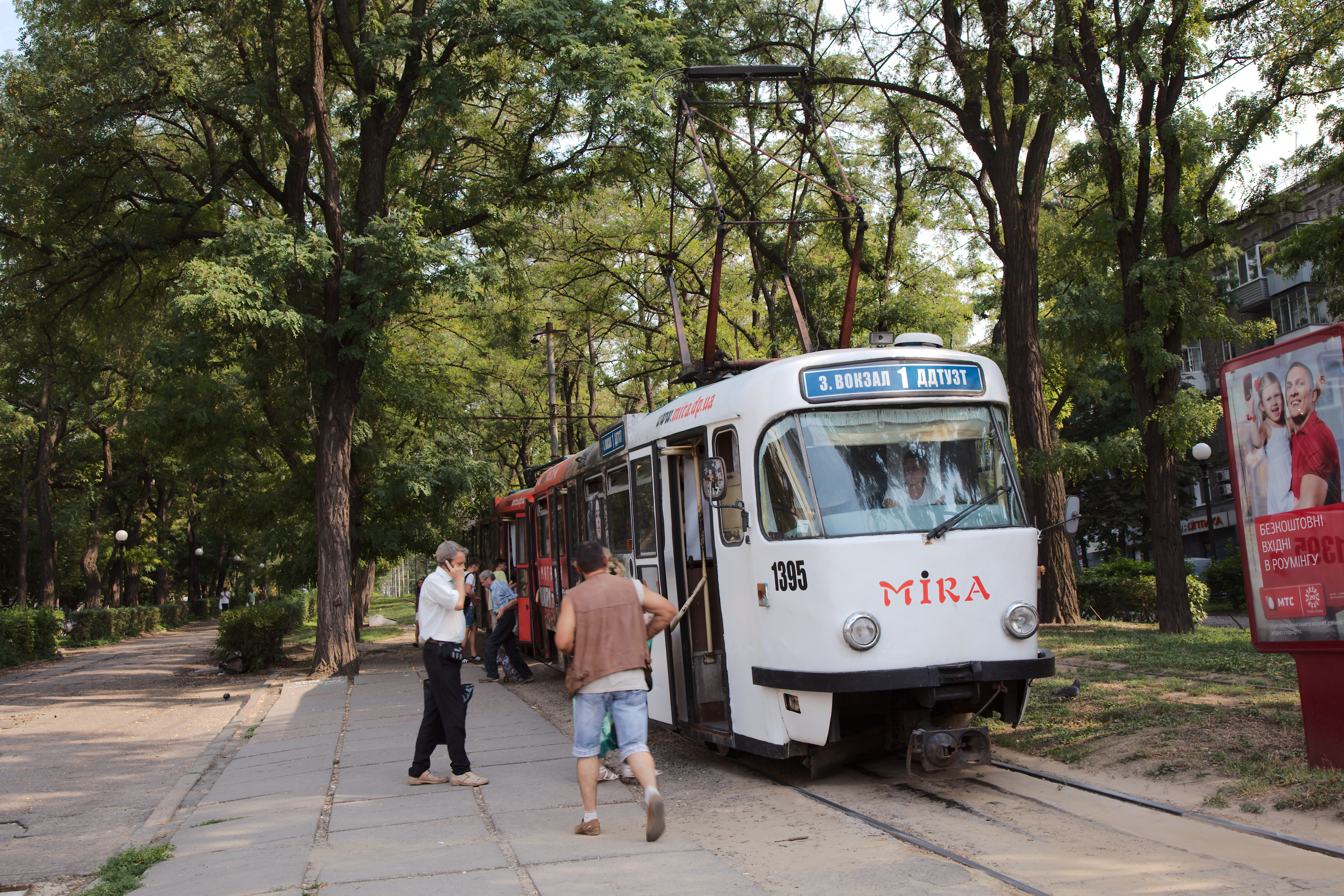
Tatra T3 в Дніпрі
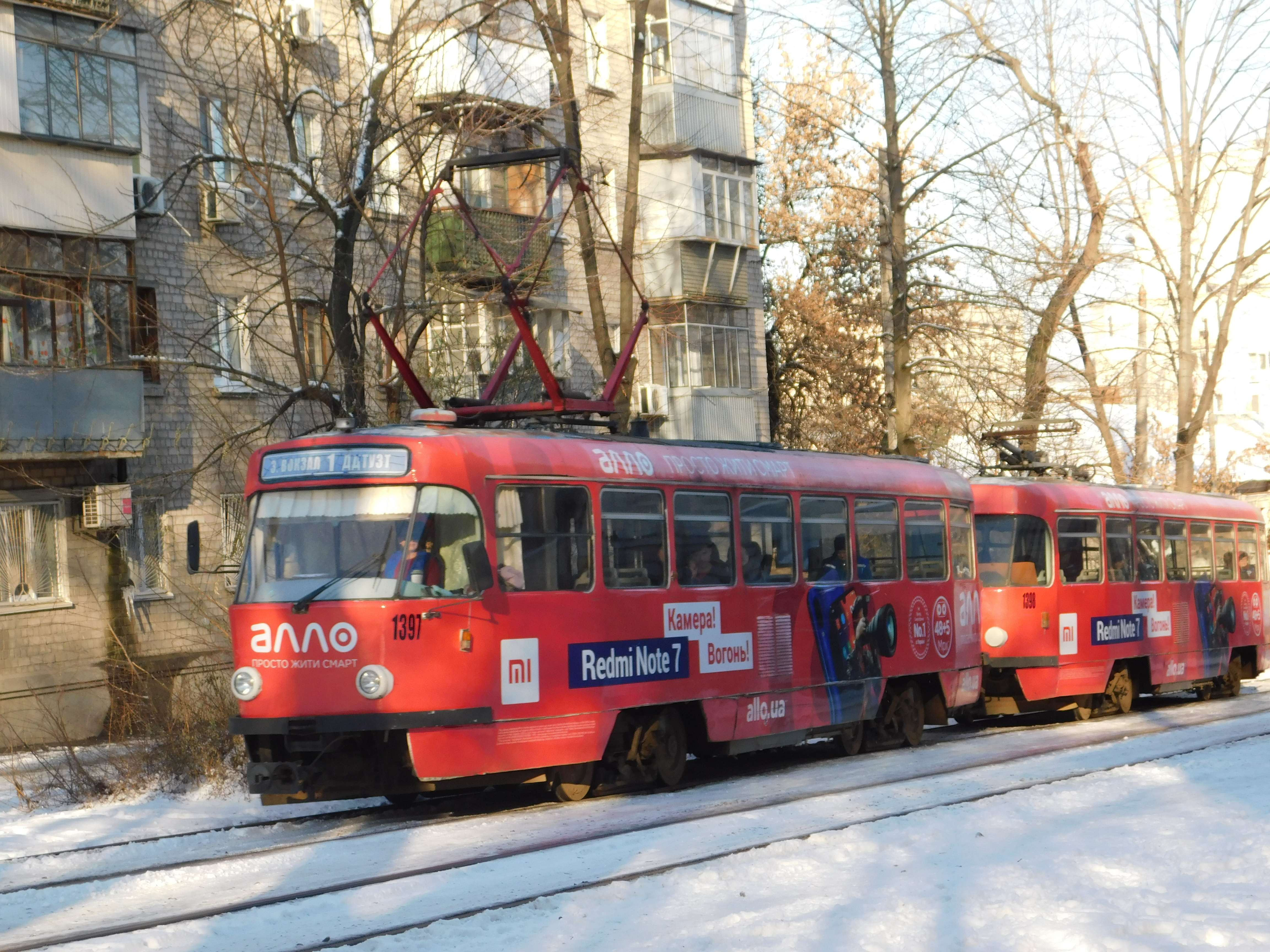
Tatra T3 в Дніпрі
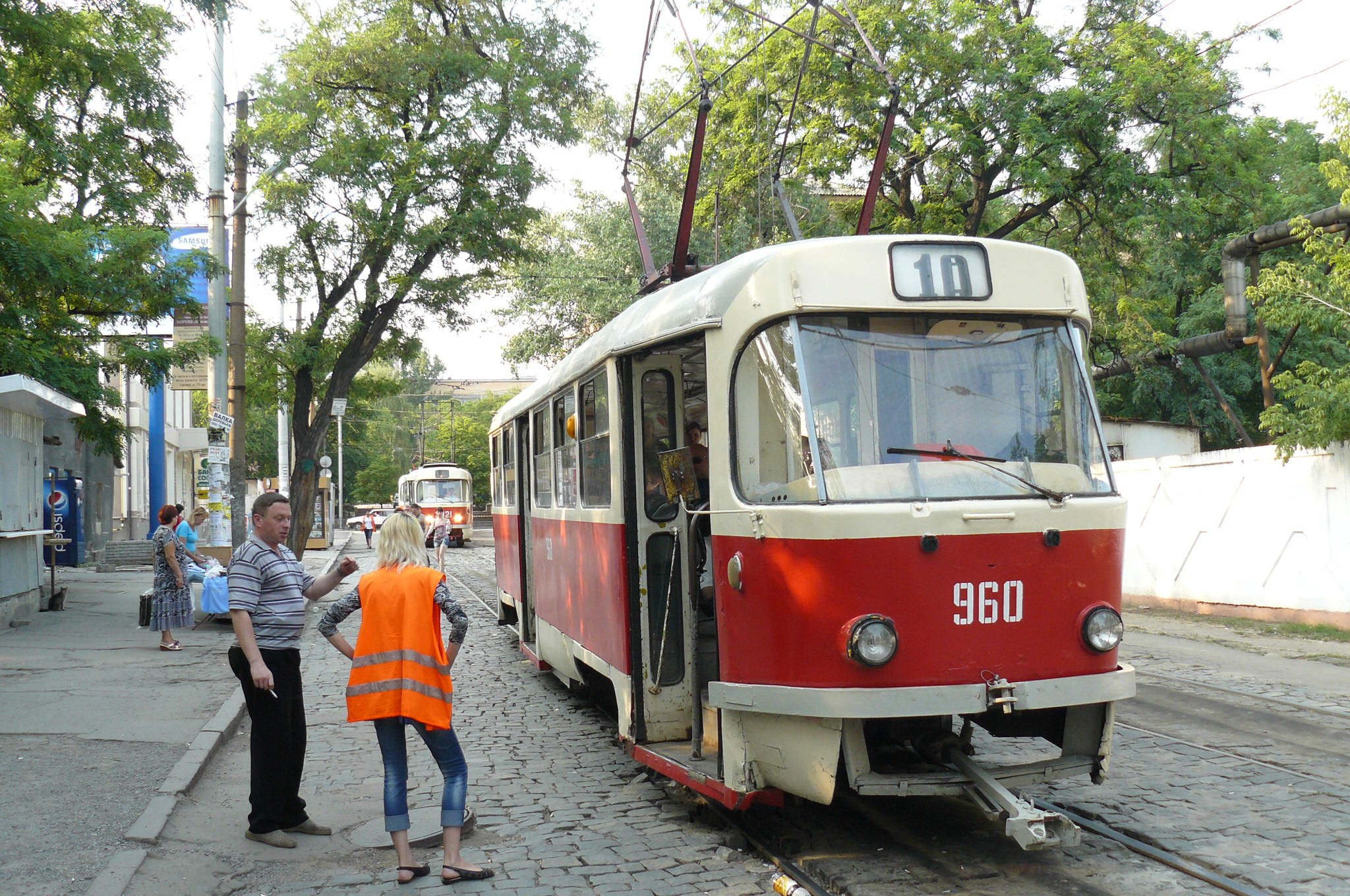
Tatra T3 в Донецьку
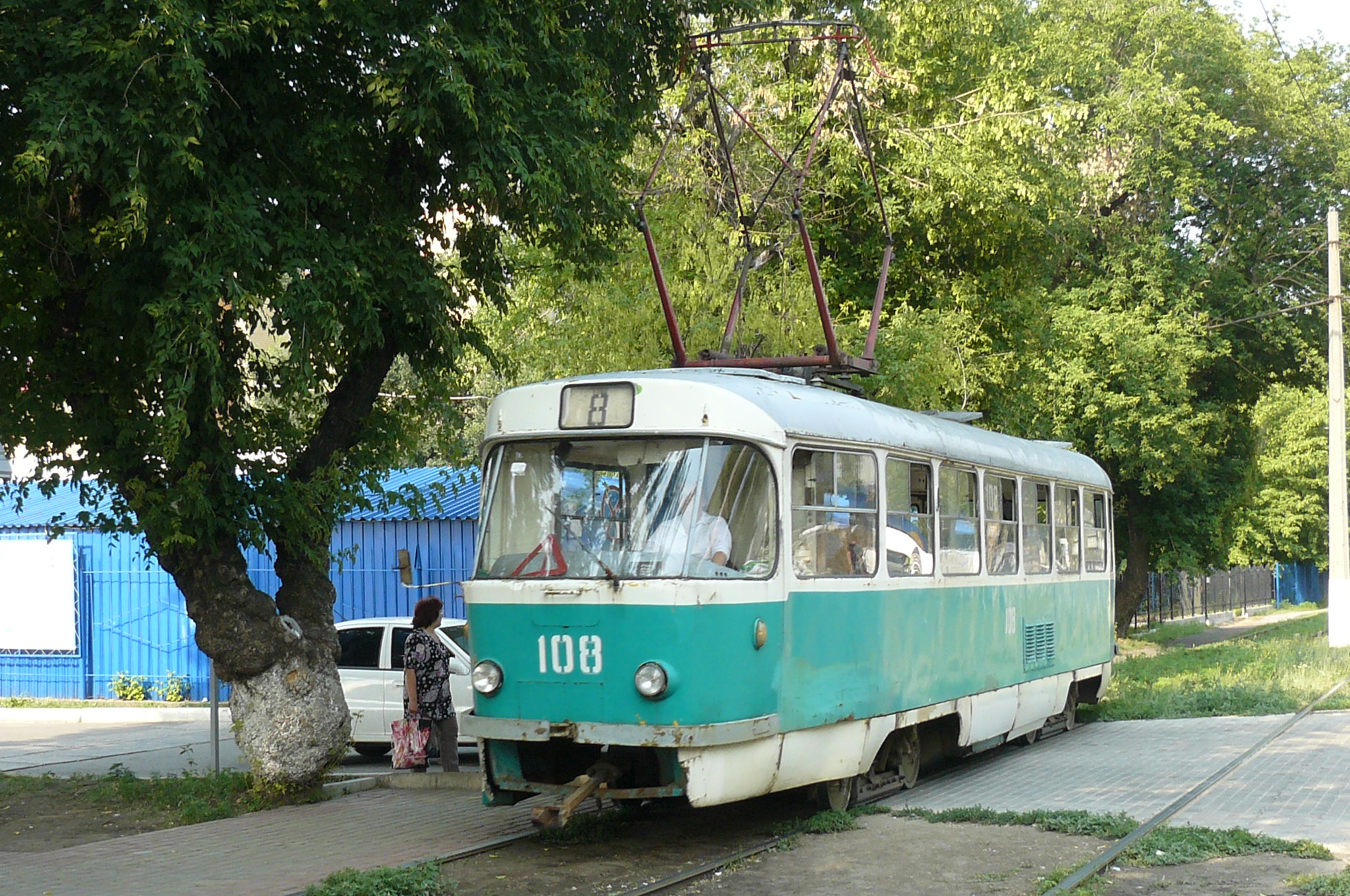
Tatra T3 в Донецьку
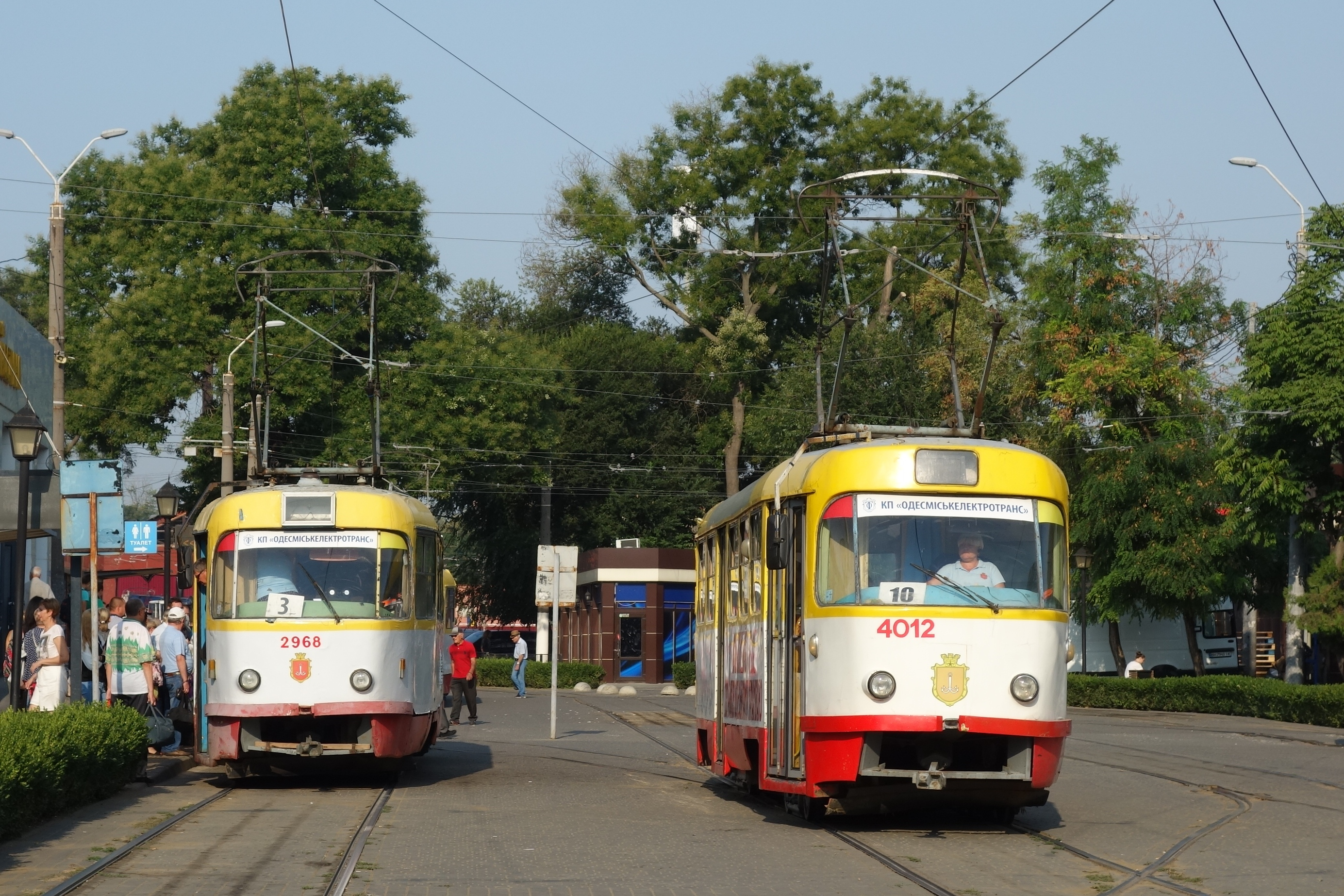
Tatra T3 в Одесі
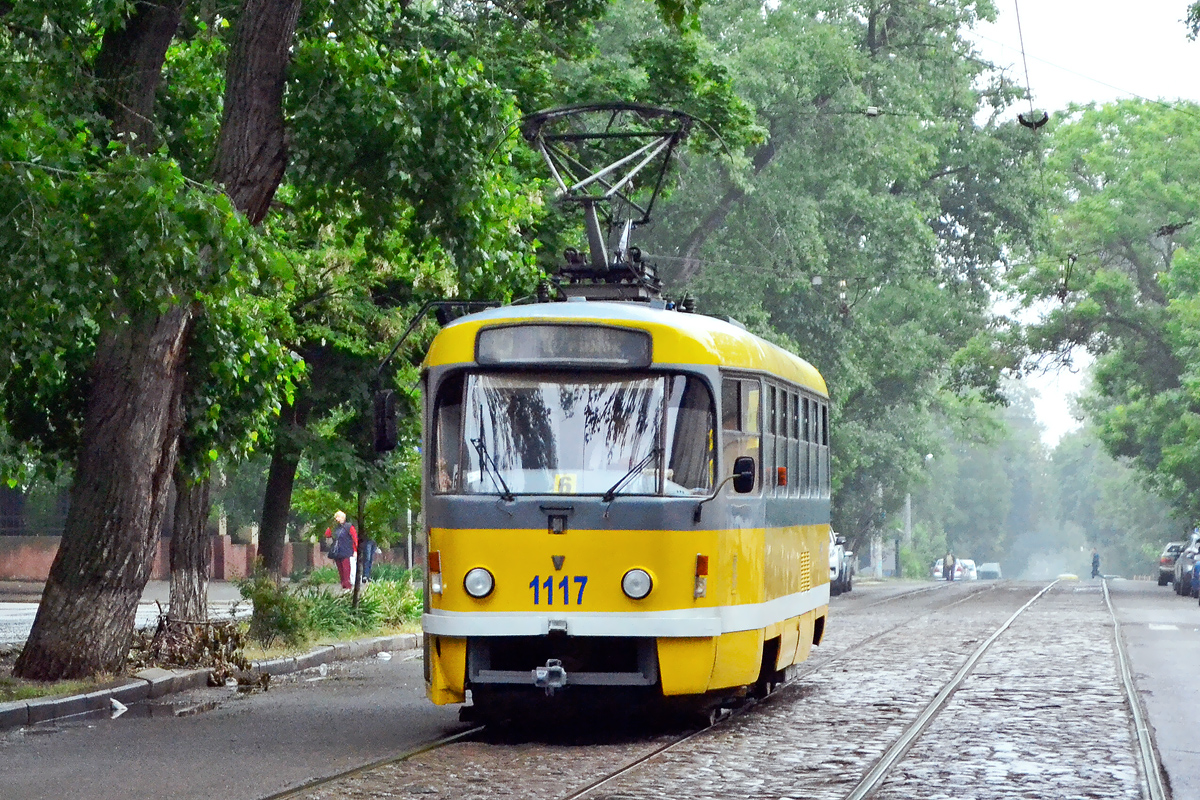
Tatra T3 в Миколаєві
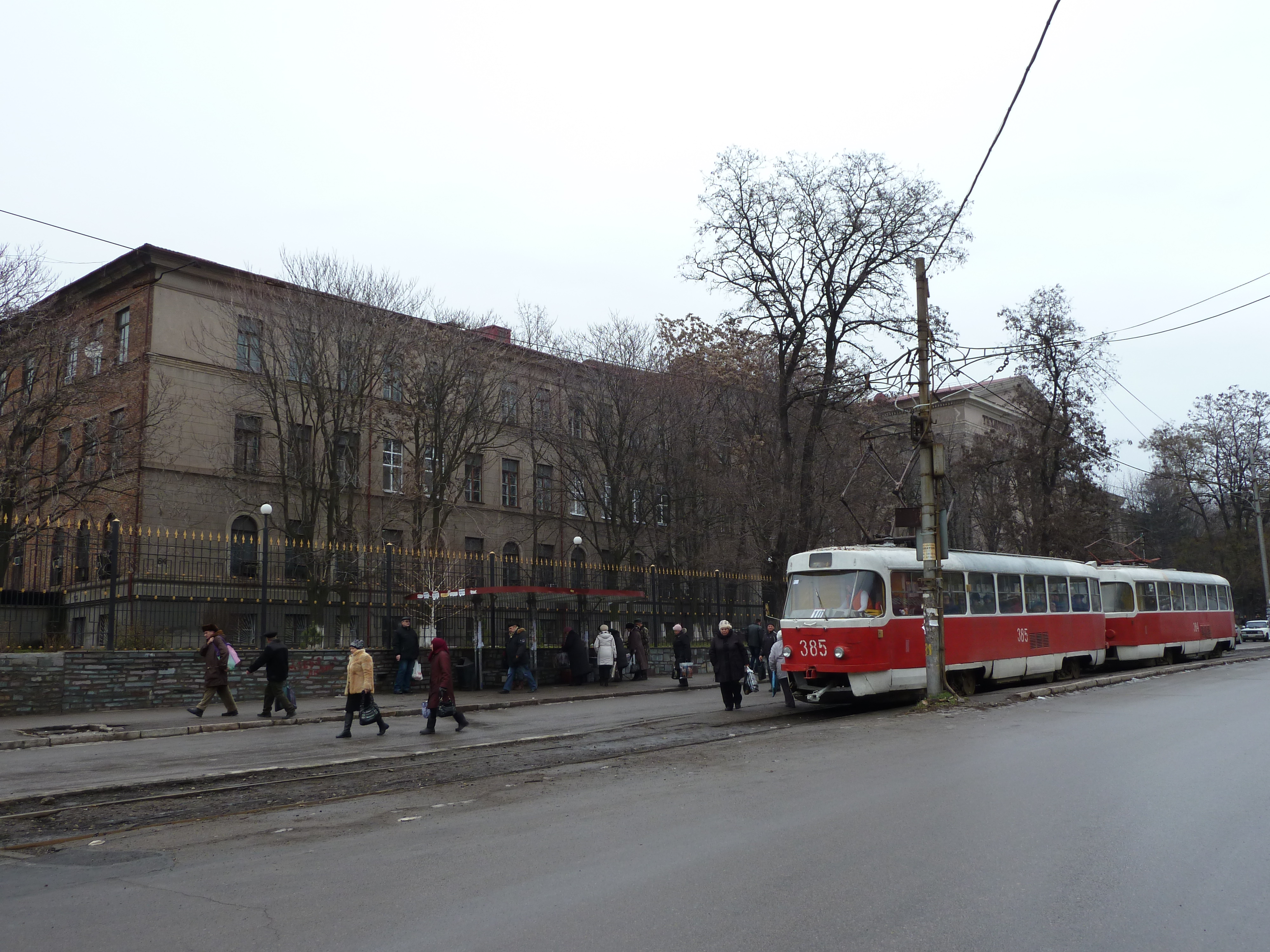
Tatra T3 в Запоріжжі
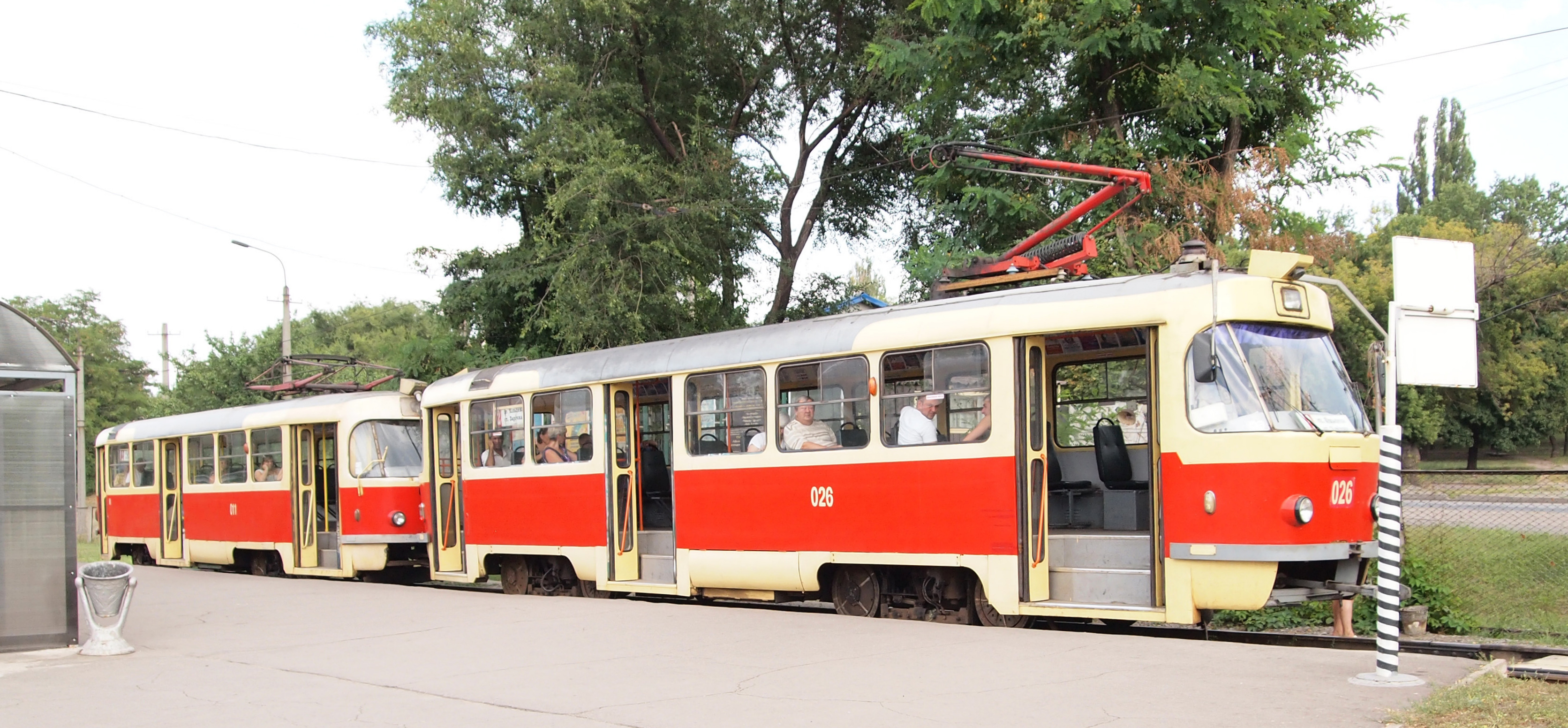
Tatra T3 в Кривому Розі
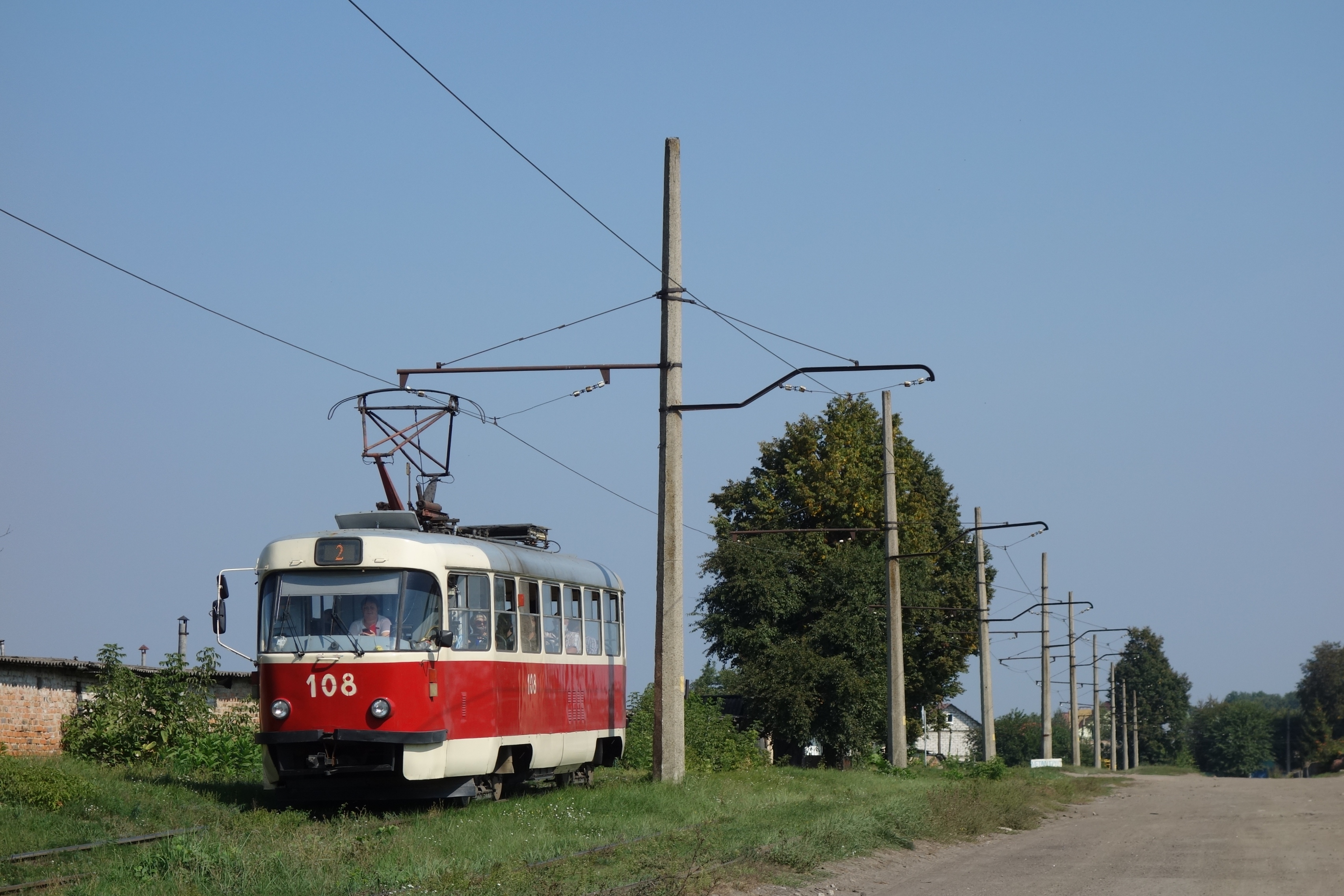
Tatra T3 в Конотопі
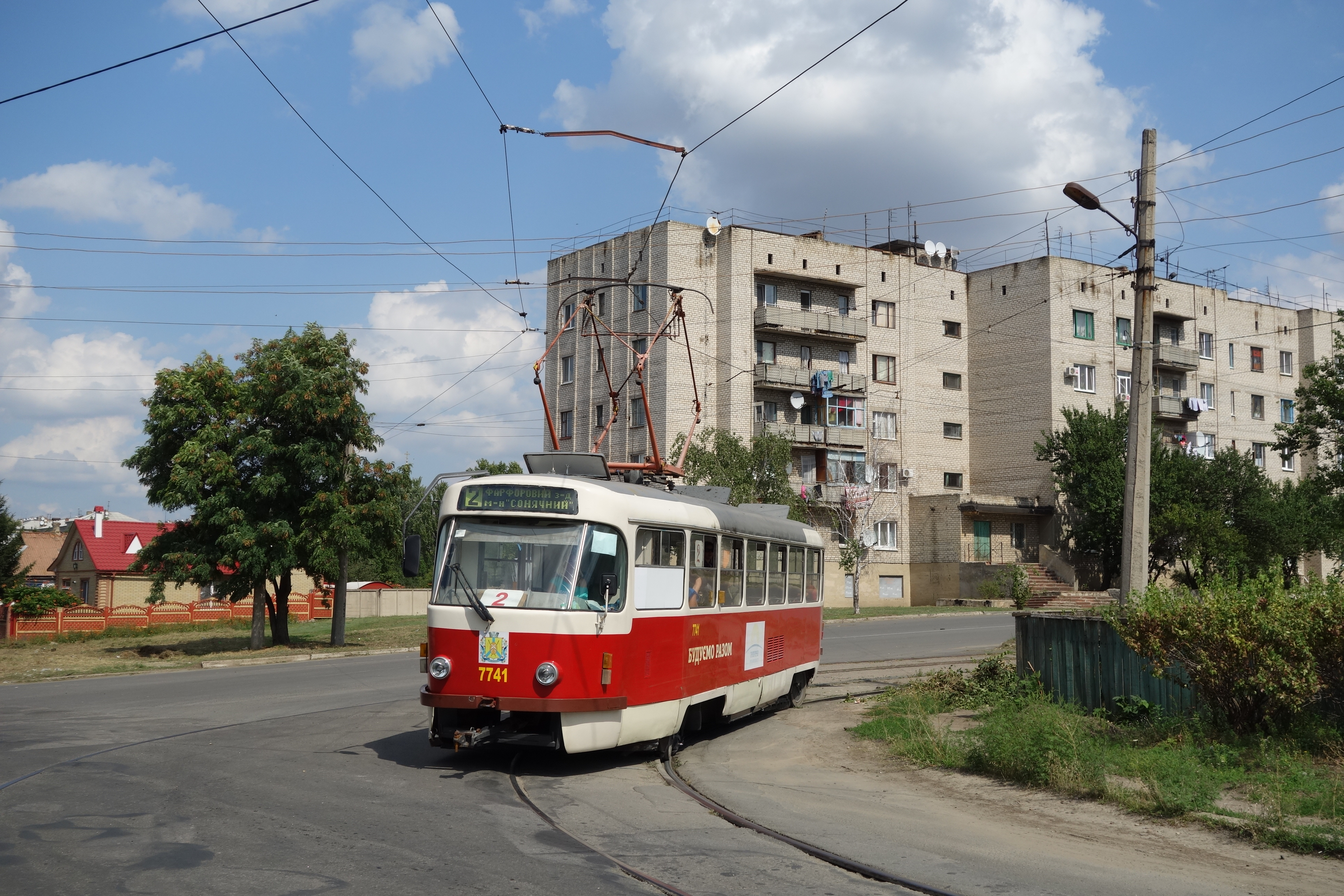
Tatra T3 в Дружківці
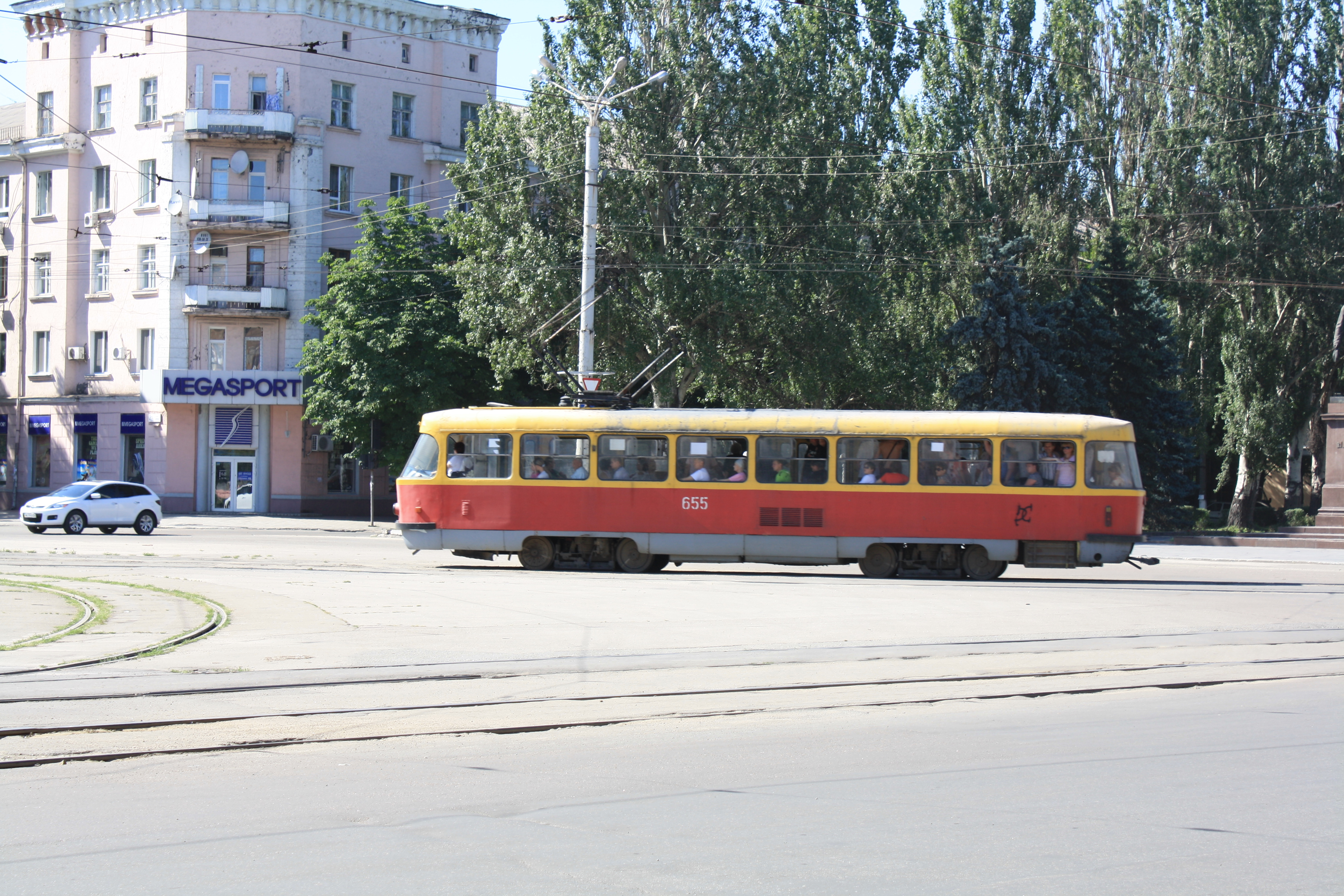
Tatra T3 в Кам'янському